# Bartolomé Esteban Murillo
Pour les articles homonymes, voir Murillo.
Bartolomé Esteban Murillo, né à Séville probablement le 31 décembre 1617 et mort dans la même ville le 3 avril 1682, est un peintre baroque espagnol.
Il est avec Diego Vélasquez, Francisco de Zurbarán et José de Ribera l'un des principaux représentants du Siècle d'or en peinture et le chef de file de l'école de Séville, second centre artistique de l'Espagne au XVIIe siècle après Madrid. Contrairement à ses prédécesseurs et contemporains andalous, il n'a jamais quitté Séville, et n'a reçu aucune commande de la cour d'Espagne.
Bien que l'essentiel de ses œuvres soient religieuses comme La Vierge du Rosaire, il est très renommé pour ses peintures de genre, particulièrement des portraits de femmes et surtout d'enfants pauvres, tel le portrait du Jeune mendiant conservé à Paris au musée du Louvre, qui ont donné aux scènes de vie quotidienne leurs lettres de noblesse à l'âge baroque et ont fait sa renommée.

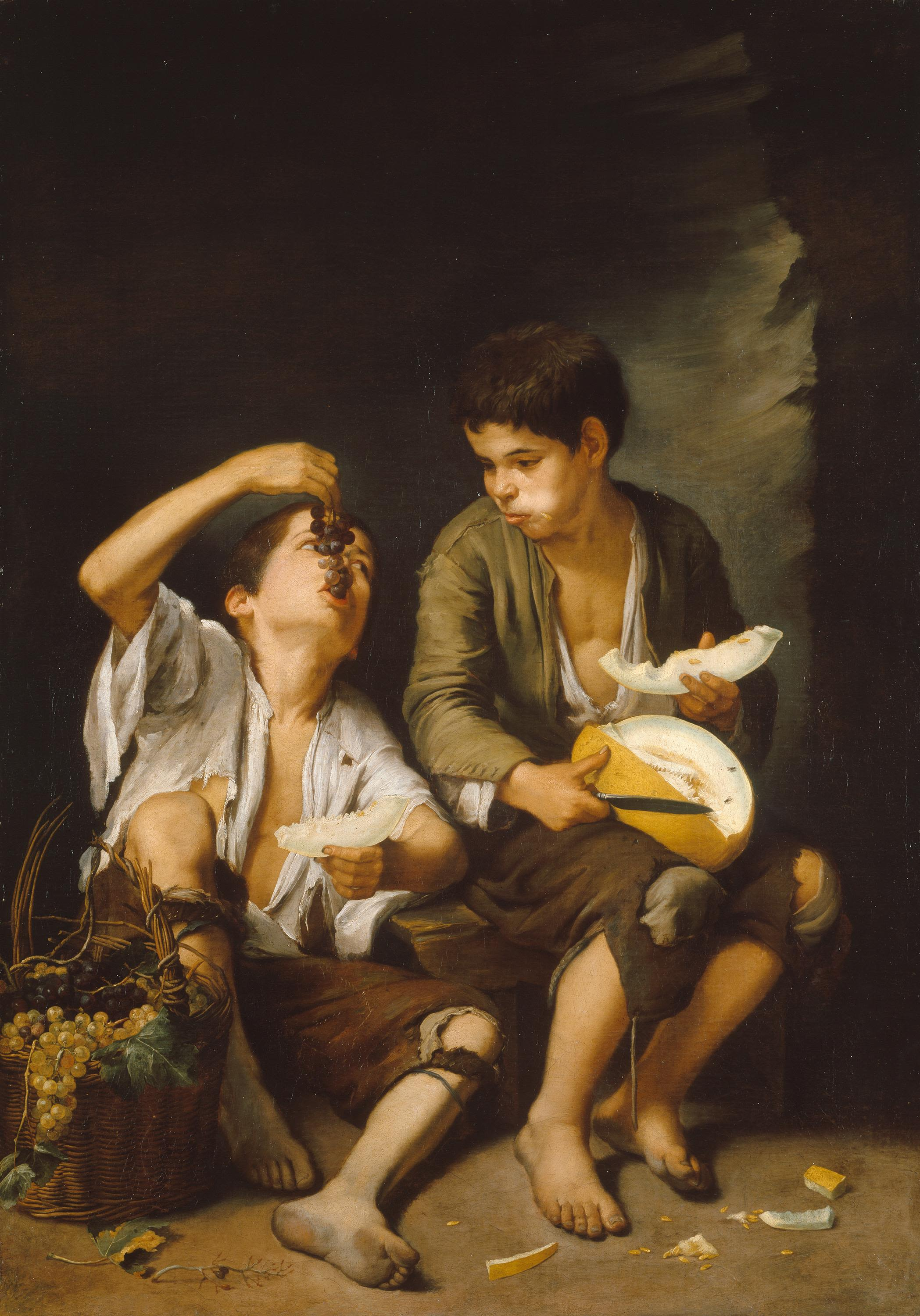
Le Mangeur de melon et de raisin (vers 1650), Munich, Alte Pinakothek.

## Biographie
Dernier d'une fratrie de quatorze enfants, Bartolomé Esteban Murillo naît à Séville en Andalousie. Sa date de naissance est généralement fixée au 31 décembre 1617 ; il est baptisé le 1er janvier 1618. Son père Gaspar Esteban est médecin, probablement chirurgien-barbier qui meurt le 25 juillet 1627. Sa mère, María Pérez Murillo, meurt l'année suivante, le 8 janvier 1628. Orphelin, l'enfant est recueilli par un de ses beaux-frères, Juan Agustín Lagares, un riche chirurgien-barbier marié à sa sœur Ana.

### Jeunesse et Formation
Son tuteur le place en 1633 en apprentissage chez Juan del Castillo (1584-1640),, un modeste artiste italianisant qui lui enseigne la peinture. Il y subit l'influence du ténébrisme de l'Andalou Francisco de Zurbarán, dont il reprend au début les effets de clair-obscur. Il quitte Séville pour Cadix en 1639 et, plutôt que d'entrer dans un autre atelier comme beaucoup de jeunes apprentis soucieux de parfaire leur formation, il préfère rester indépendant et peint des toiles bon marché qui plaisent pourtant au public et révèlent un certain talent chez le jeune artiste. Puis vers 1640, il rencontre Pedro de Moya, un élève de van Dyck, qui l'initie à la technique flamande.

### Carrière
Il se marie le 26 février 1645 avec Beatriz Barera, avec laquelle il aura au moins cinq enfants (José Esteban, Francisco María, Gabriel, Gaspar Esteban et María).
Il effectue un séjour à Madrid, son seul voyage hors de Séville, en 1642 ou deux années avant 1650, sous la protection de Vélasquez, dont le réalisme l'inspire, ou 1658. Il a eu probablement accès aux collections royales et aux œuvres de Ribera avec ses couleurs froides et son naturalisme caravagesque.
Dans les années 1650, il dirige un atelier avec de nombreux aides et apprentis, puis fonde et préside en 1660 l'Académie des beaux-arts de Séville dont l'objectif principal est de compléter la formation des jeunes peintres, jugée insuffisante en dessin. En effet, les ateliers privilégient les aspects pratiques du métier et négligent les aspects théoriques et le dessin. Au sein de l'Académie, les peintres se réunissent tous les soirs à la Casa de la Lonja pour s'entraîner à peindre d'après des modèles vivants. Soutenue également par Herrera le jeune, l'Académie ferme pourtant à cause de problèmes financiers en 1674. Le chanoine Justino de Neve, avec qui il tisse des liens d'amitié, lui commande nombre d'œuvres pour les églises de Séville — dont la fameuse Immaculée Conception des Vénérables en 1678 — et pour sa propre collection. Murillo partageait avec lui une foi fervente.
Le 3 avril 1682, il chute d'un échafaudage alors qu'il peint un retable au couvent des capucins de Cadix et meurt peu de temps après.

## Œuvre
Certains de ses tableaux furent pillés par les troupes françaises lors de l'occupation de Séville, entre 1810 et 1812, et redirigés pour certains vers le musée du Louvre à Paris. D'autres furent volés par les militaires et fonctionnaires français, le maréchal Soult en tête. D'autres furent achetés par Napoléon III pour le même musée. Le musée du Prado à Madrid abrite également un grand nombre d'œuvres de Murillo.

### Période froide

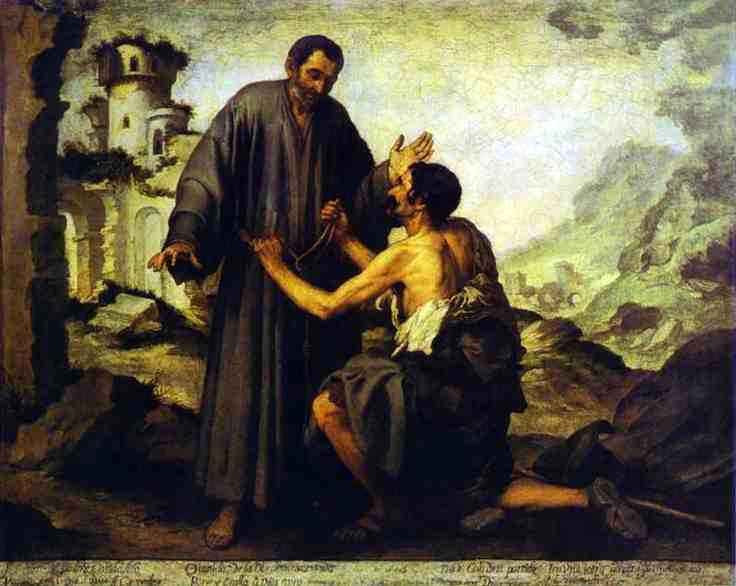
Frère Junípero et le pauvre (1646), Paris, musée du Louvre.

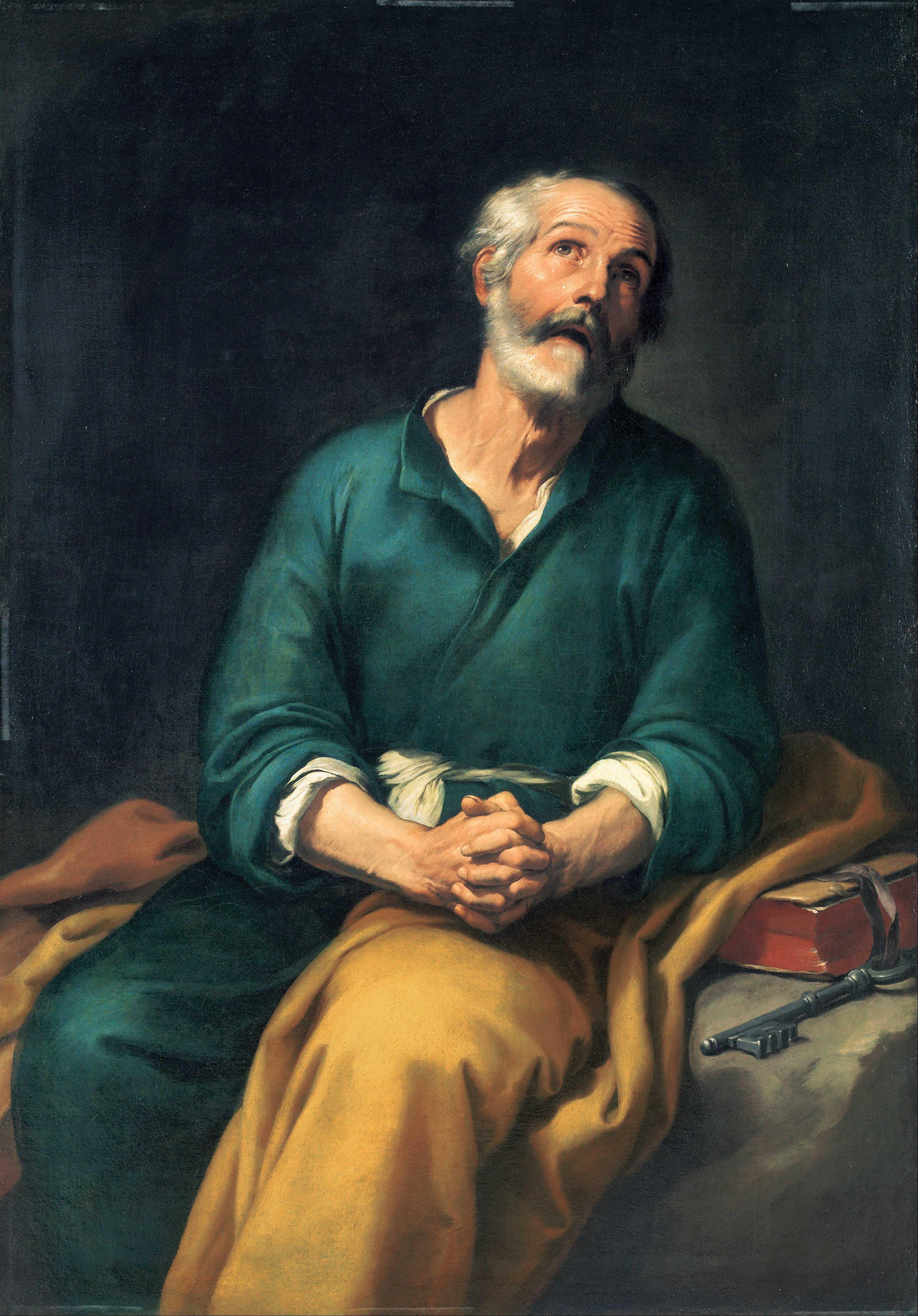
Saint Pierre en larmes (1650-1655), musée des Beaux-Arts de Bilbao.

Ses peintures de jeunesse sont marquées par le réalisme de Zurbarán et le naturalisme caravagesque. Sa Vierge du Rosaire de 1645 est l'œuvre la plus ancienne qui lui soit attribuée.
- La Vierge du Rosaire, 1645-1650, huile sur toile, 164 × 110 cm, Madrid, musée du Prado.
- Joseph et la femme de Putiphar, 1640-1645, huile sur toile, 196 × 245 cm, Cassel, Gemäldegalerie Alte Meister[10].

#### Série pour les Franciscains
Les Franciscains lui passent la même année commande d'une série de onze tableaux pour le cloître de leur couvent à Séville, son premier travail d'envergure qui le rendra célèbre. Ces peintures sont aujourd'hui dispersées. Certains historiens d'art considèrent que cette série lui a pris quatre ans entre 1642 et 1646. Jusqu'en 1650, il est fortement influencé par les Italiens et les artistes locaux. Les peintures de cette série sont de différents styles. Certains tableaux comme La Cuisine des anges sont inspirés de Ribera ; La Mort de Sainte Claire de Van Dyck et Saint Jacques donnant la Charité de Vélasquez.
- San Diego de Alcalá de Henares en extase devant la Croix, 1645-1646, Toulouse, musée des Augustins.
- La Cuisine des anges, 1646, 180 × 450 cm, Paris, musée du Louvre[11].
- Frère Junípero et le pauvre, vers 1646, 176 × 221 cm, Paris, musée du Louvre[12].

Autres œuvres
- Esquilache Immaculée Conception, 1645-1655, huile sur toile, 235 × 196 cm, Saint-Pétersbourg, musée de l'Ermitage[13].
- Le Jeune Mendiant, 1645-1650, 134 × 110 cm, Paris, musée du Louvre[14].
- Le Mangeur de melon et de raisin, vers 1650, huile sur toile, 146 × 104 cm, Munich, Alte Pinakothek[15].
- Sainte Famille au petit oiseau, vers 1650, 144 × 188 cm, Madrid, musée du Prado[16].
- La Vierge au rosaire, vers 1650, huile sur toile, 165 × 109 cm, Florence, palais Pitti, galerie Palatine[17].
- Saint Pierre en larmes, 1650-1655, huile sur toile, 148 × 104 cm, musée des Beaux-Arts de Bilbao[18].
- L’Immaculée Conception dite La Colossale, vers 1652, 436 × 297 cm, musée des Beaux-Arts de Séville.
- Garçon avec un chien, 1655-1660, huile sur toile, 70 × 60 cm, Saint-Pétersbourg, musée de l'Ermitage[19].
- Quatre figures sur l'escalier, 1655-1660, musée d'Art Kimbell.
- Deux femmes à la fenêtre, 1655-1660, huile sur toile, 125 × 104 cm, Washington, National Gallery of Art[20].
- Jeune Fille avec fruits et fleurs, 1655-1660, Moscou, musée des Beaux-Arts Pouchkine.
- L’Immaculée Conception, 1650-1655, Paris, musée du Louvre.
- La Vierge au chapelet (1650) Musée Goya[21].
- La Vierge et l'Enfant Jésus, 1650-1655, huile sur toile, 155 × 107 cm, Florence, palais Pitti, galerie Palatine[17].

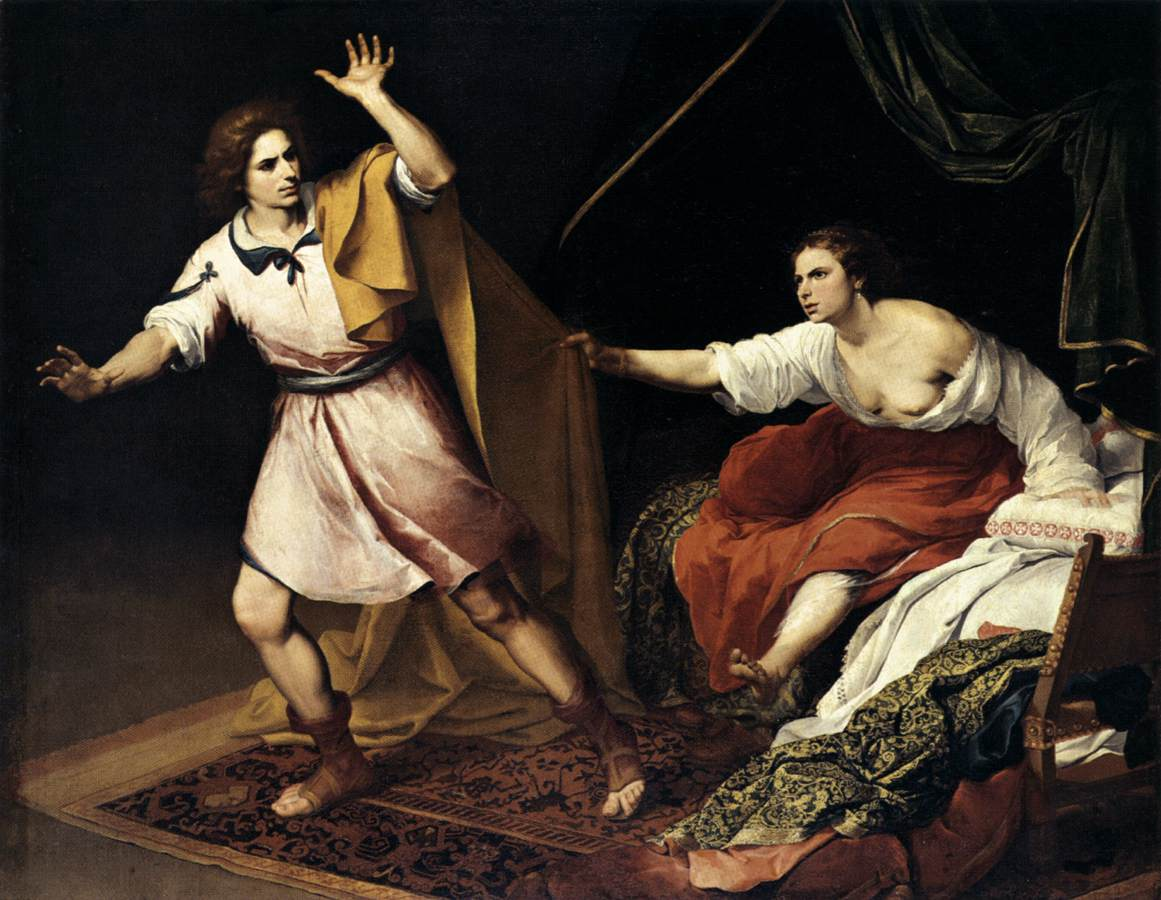
Joseph et la femme de Putiphar (1640-1645), Cassel, Gemäldegalerie Alte Meister.
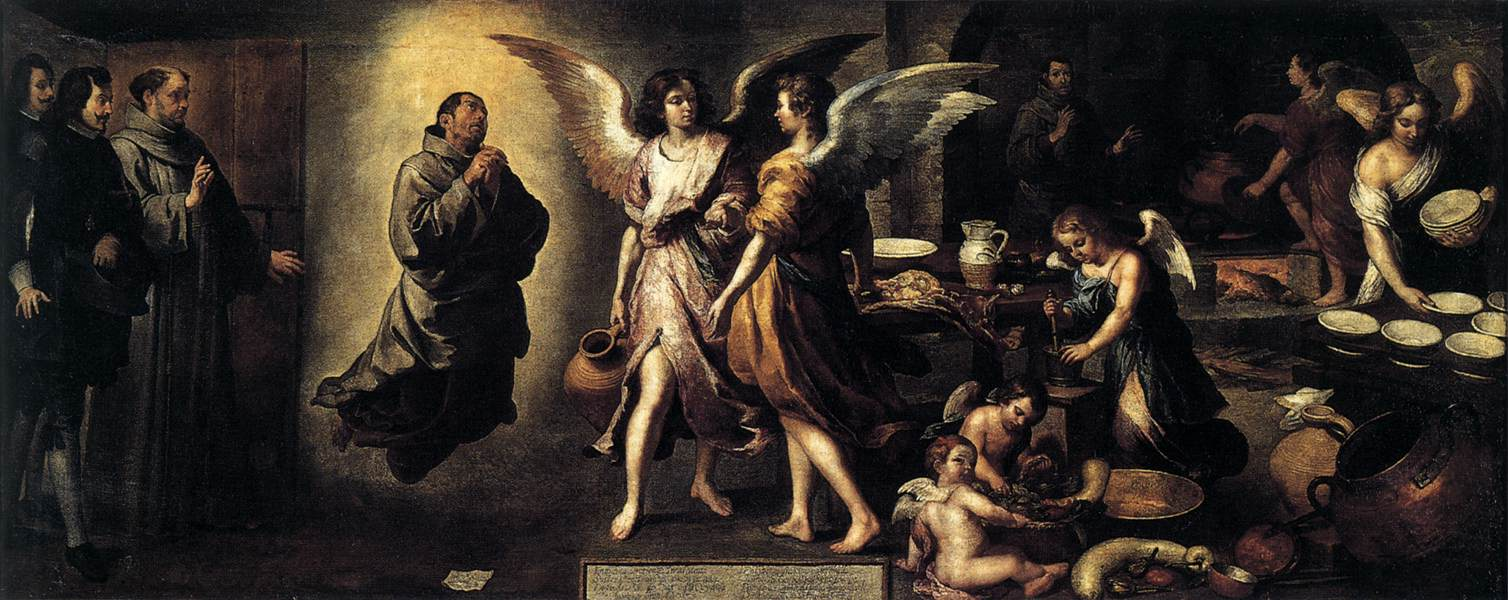
La Cuisine des anges (1646), Paris, musée du Louvre.
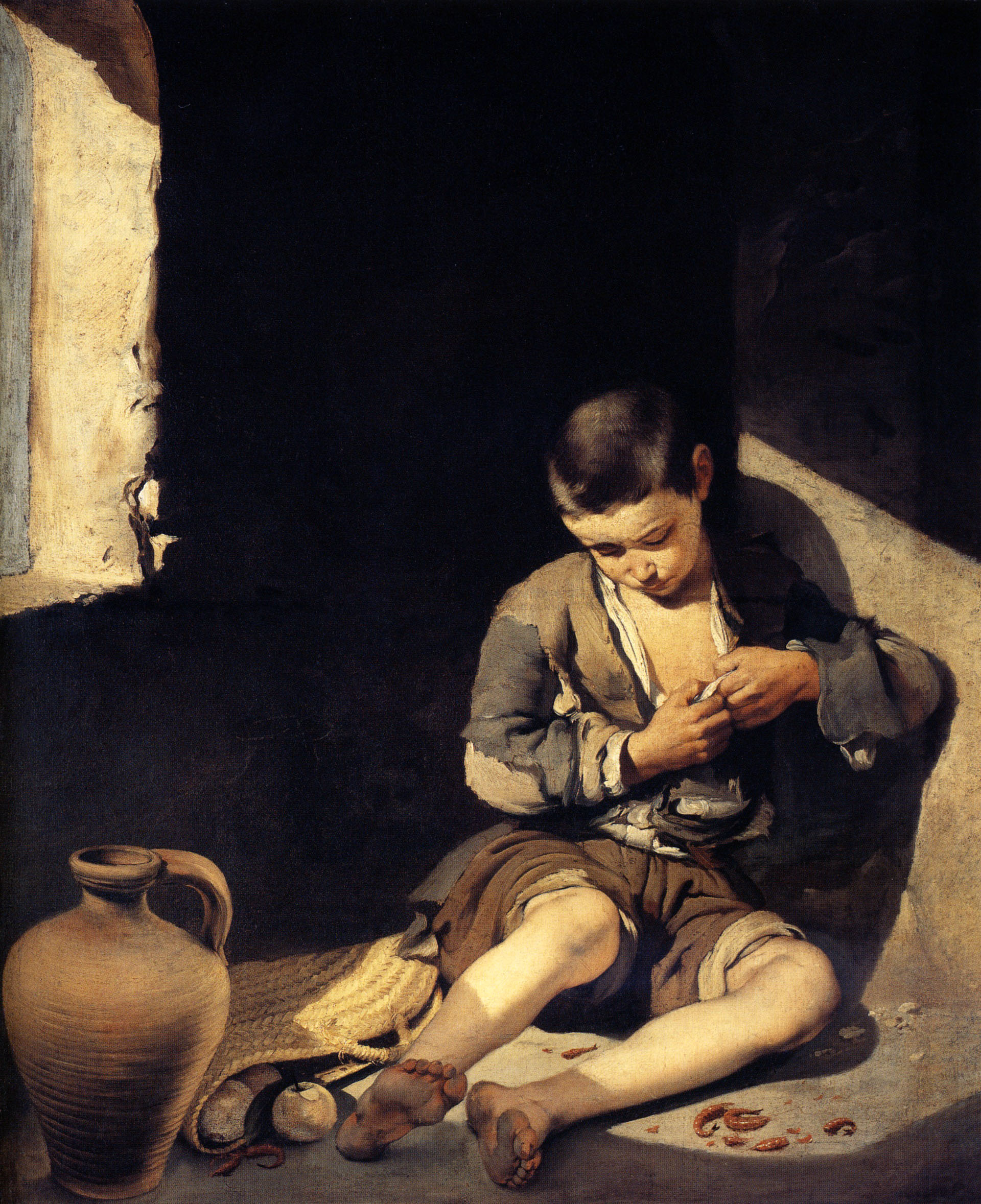
Le Jeune Mendiant (vers 1650), Paris, musée du Louvre.
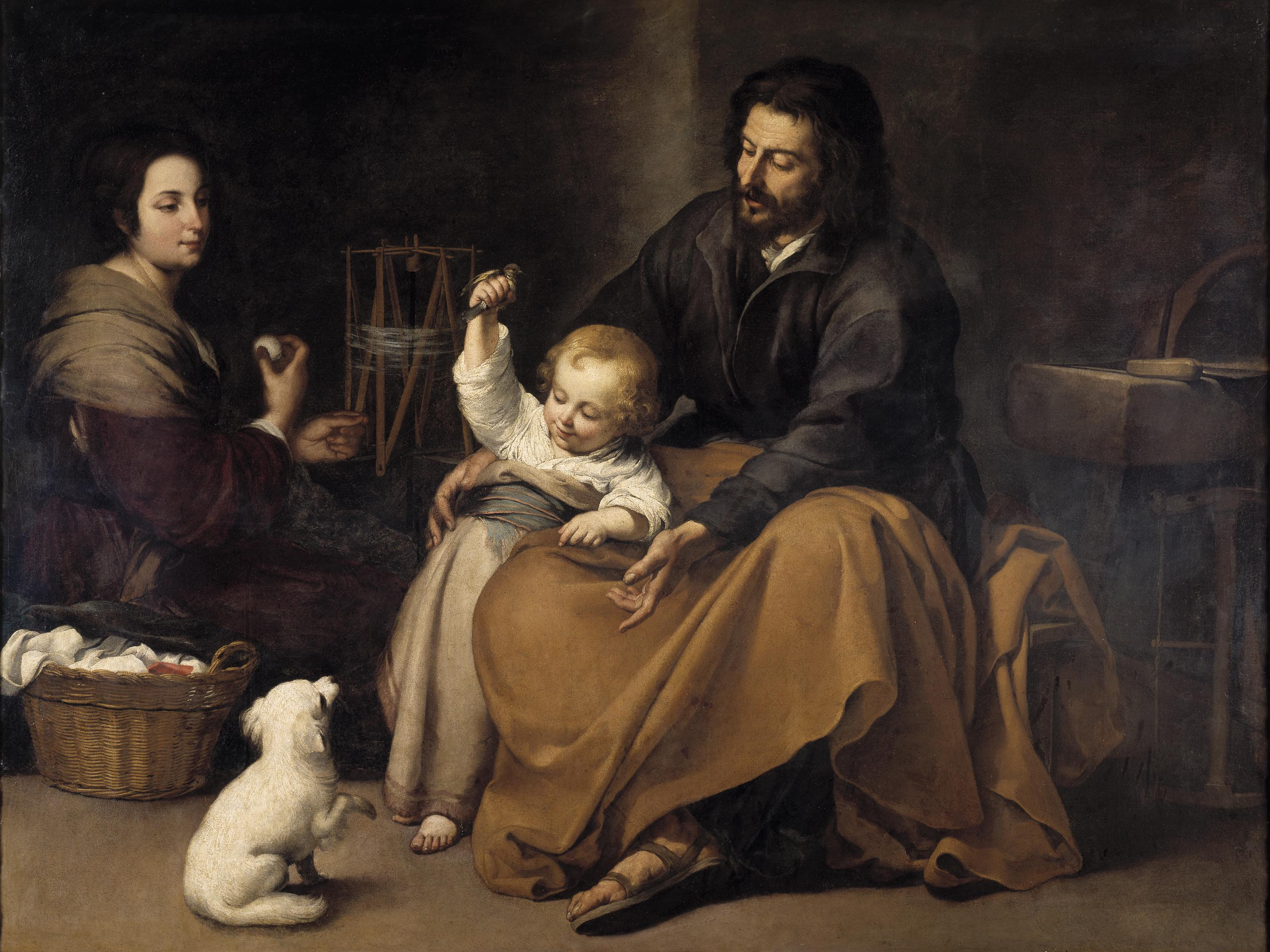
Sainte Famille au petit oiseau (vers 1650), Paris, musée du Louvre.
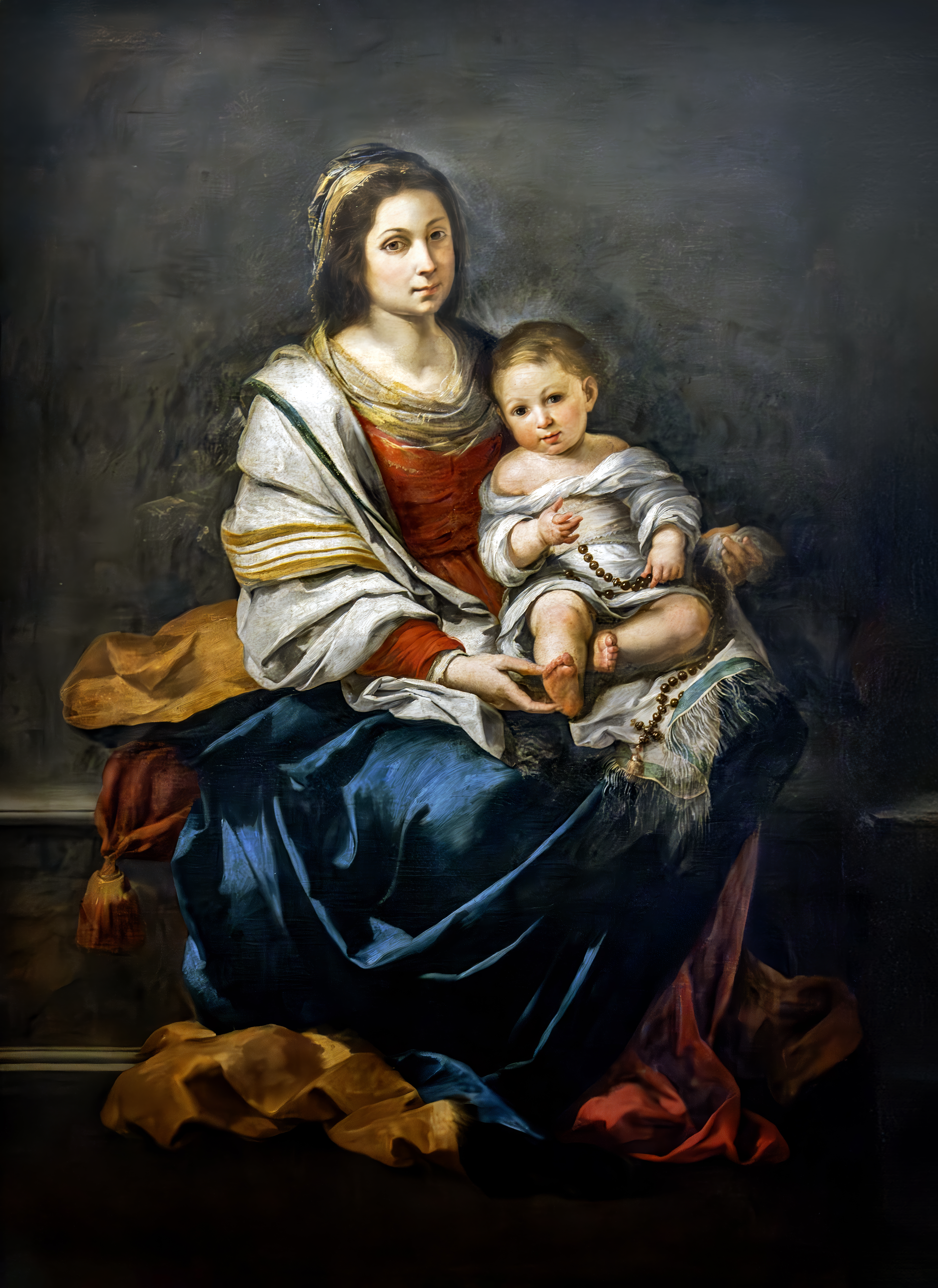
La Vierge au chapelet (1650) Musée Goya.
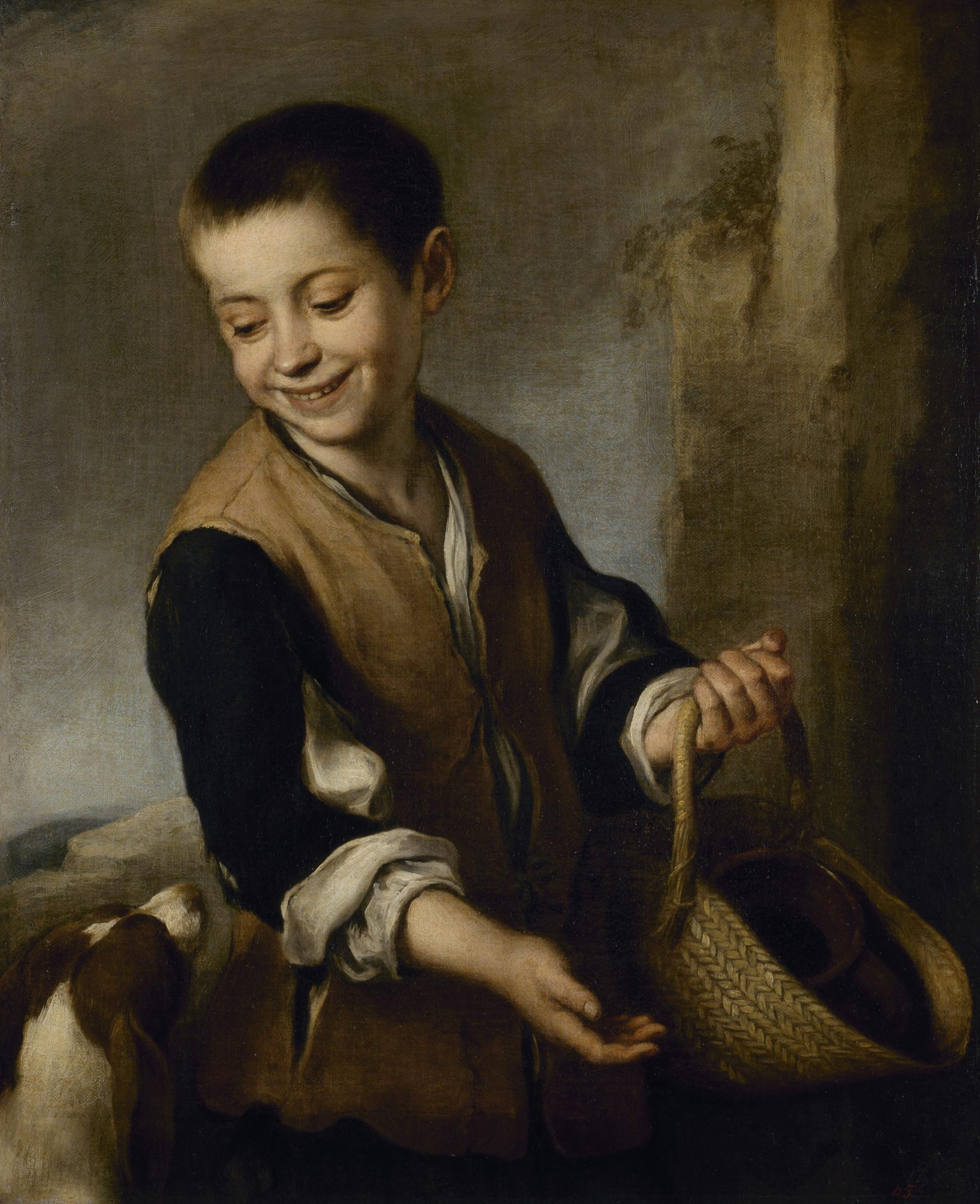
Garçon avec un chien (1655-1660), Saint-Pétersbourg, musée de l'Ermitage.
Deux femmes à la fenêtre (1655-1660), Washington, National Gallery of Art.

### Période chaude
Ce n'est qu'en s'inspirant aussi des grands maîtres de la Renaissance italienne comme le Titien et Raphaël et ses contemporains (Rubens, Van Dyck) dont il a pu admirer les tableaux dans les collections de Séville, que son style personnel se développe de manière plus émotive, plus vibrante. Il adopte des formes plus douces, des tons plus chauds à l'image des peintures de la Renaissance flamande et vénitienne. La deuxième période de sa production le montre plus sensible à la peinture flamande, en particulier celle de Van Dyck jeune. Sa peinture exprime l'avènement en Espagne d'une nouvelle religiosité, débarrassée de l'héroïsme ostentatoire que l'on trouve chez Zurbarán. Ses œuvres religieuses, notamment ses Madones, lui valent un immense succès. Ses scènes de genre représentent la misère et la pauvreté sous des aspects aimables et bienfaisants, dans une perspective chrétienne. C'est un des rares peintres baroques à peindre la pauvreté sous des aspects dénués de commisération et de pathos, caractéristique auquel ce genre s'adonne fréquemment.
Il est évoqué en 1656 comme étant « le meilleur peintre de la ville », et devient le chef de file de cette école sévillane dont il est le peintre le mieux payé et le plus représentatif. L'École de Séville, la plus importante école de peinture espagnole du XVIIe siècle est en plein essor et rivalise avec Madrid dont le déclin est avéré depuis la fin du Siècle d'or par la baisse des commandes royales. Elle combine une tradition typiquement espagnole du clair-obscur qui remonte aux origines flamandes et post-maniéristes de la Renaissance espagnole et l'influence du Caravage. Murillo et Zurbarán en sont les principaux représentants. Leur peinture présente notamment des similitudes par l'emploi de tons chauds et terreux, bruns et ocre réduisant au minimum la structure chromatique du tableau dans un domaine semi-chromatique voire achromatique.

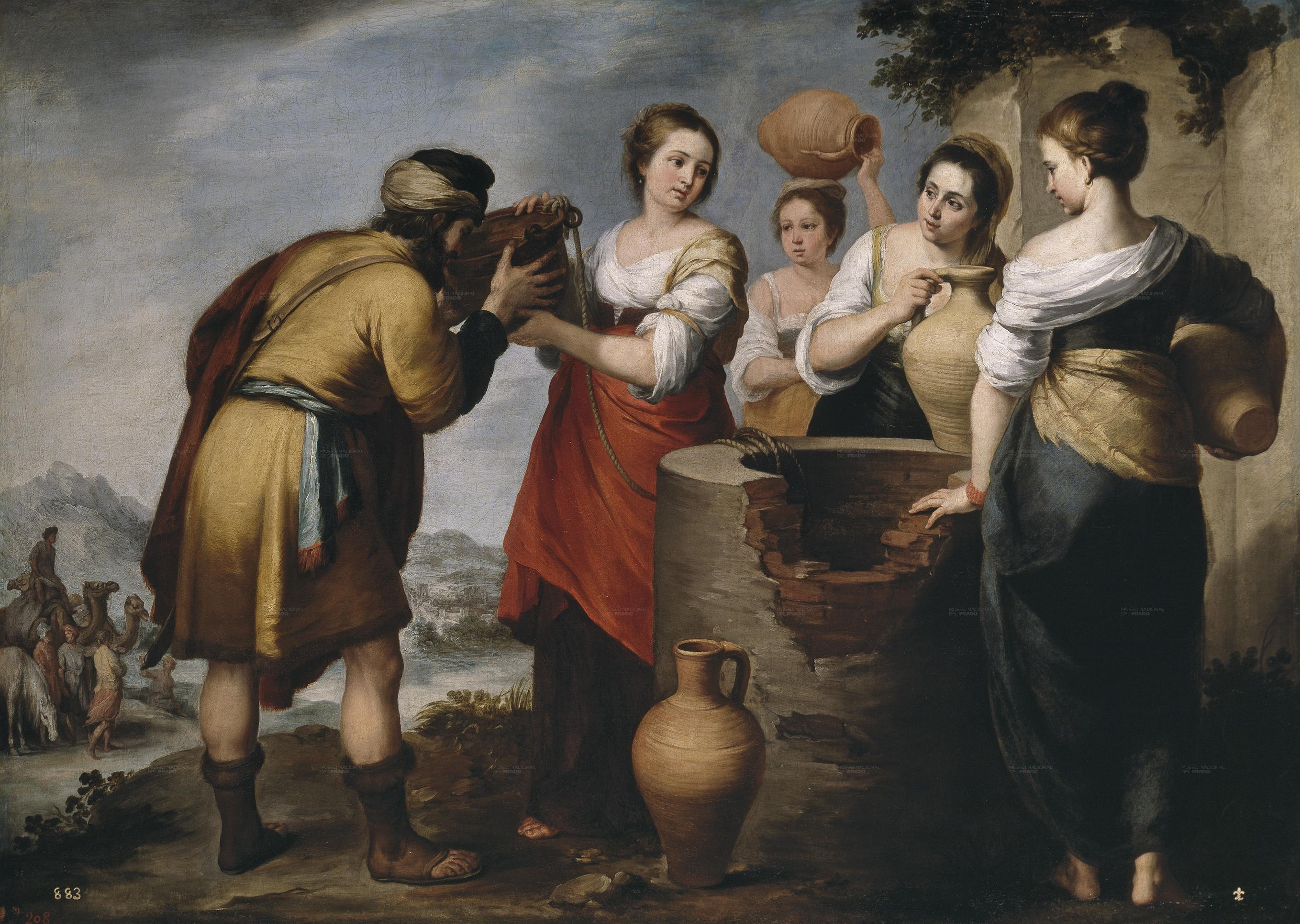
Rebecca et Éliézer (vers 1660), Madrid,musée du Prado.

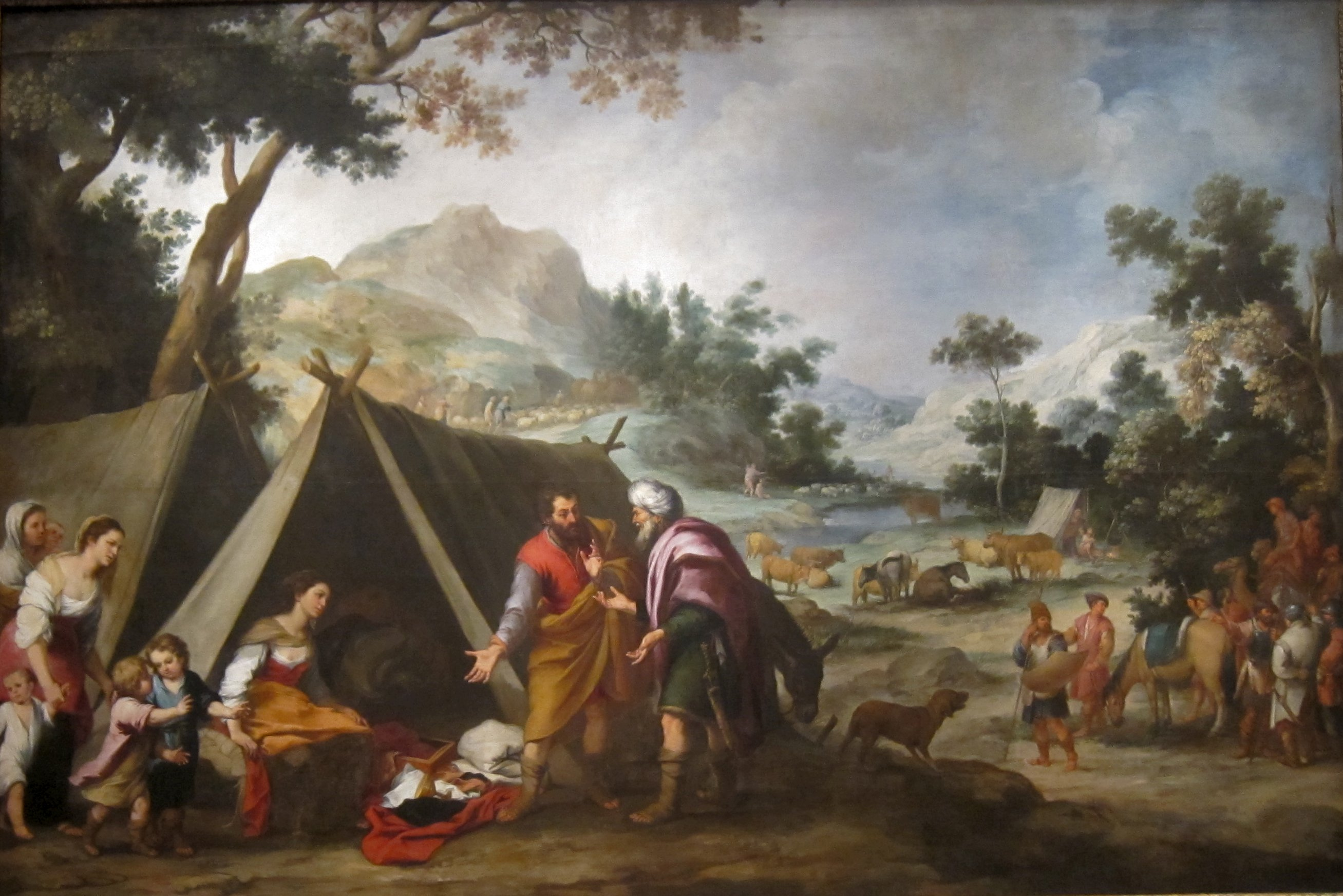
Laban cherchant ses idoles (1665-1670), Cleveland Museum of Art.

- Portrait d'Íñigo Melchor Fernandez de Velasco, 1659, Paris, musée du Louvre.
- L’Invention du dessin ou L’Origine de la peinture, 1660, attribution, Bucarest, musée national d'Art de Roumanie[24].
- Le Bon Pasteur, vers 1660, huile sur toile, 123 × 161 cm, Madrid, musée du Prado[25].
- Isaac bénissant Jacob, vers 1660, huile sur toile, 245 × 357 cm, Saint-Petersbourg, musée de l'Ermitage[26].
- Rébecca et Éliézer, vers 1660, huile sur toile, 108 × 151 cm, Madrid, musée du Prado[27].
- L'Immaculée de l'Escorial, 1660-1665, huile sur toile, 206 × 144 cm, Madrid, musée du Prado[28].
- Le Christ Bon Pasteur, 1660-1665, huile sur toile, 165 × 112 cm, collection privée[29].
- Mater Dolorosa, 1660-1670, huile sur toile, 52 × 41 cm, Madrid, musée du Prado[30].
- La Nativité de la Vierge, 1661, 179 × 349 cm, Paris, musée du Louvre[31].
- Le Rêve du Patricien, 1662, Madrid, musée du Prado.
- L’Apparition de la Vierge immaculée à six personnages, 1665, Paris, musée du Louvre.
- Portrait de Don Justino de Neve, 1665, huile sur toile, 206 × 129 cm, Londres, National Gallery[32].
- Sainte Juste[33] et Sainte Rufine[34], vers 1665, huiles sur toile, 93 × 66 cm, Dallas, Meadows Museum.
- Le Repos pendant la fuite en Égypte, vers 1665, huile sur toile, 136 × 179 cm, Saint-Pétersbourg, musée de l'Ermitage[35].
- Sainte Juste et sainte Rufine, 1665-1666, huile sur toile, 200 × 176 cm, musée des Beaux-Arts de Séville[36].
- La Sainte Famille, dit la Vierge de Séville, 1665-1670, 240 × 190 cm, Paris, musée du Louvre[37].
- Laban cherchant ses dieux domestiques volés, 1665-1670, huile sur toile, 278 × 398 cm, Cleveland Museum of Art[38].
- L'Adoration des bergers, 1665-1670, huile sur toile, 147 × 218 cm, Londres, Wallace Collection[39].
- Joseph et ses frères, 1665-1670, huile sur toile, 152 × 226 cm, Londres, Wallace Collection[40].
- La Vierge à l'Enfant avec des saints, 1665-1670, huile sur toile, 70 × 51 cm, Londres, Wallace Collection[41].
- L'Annonciation, 1665-1670, huile sur toile, 187 × 134 cm, Londres, Wallace Collection[42].
- La Fleuriste ou La Fille aux fleurs, 1665-1670, huile sur toile, 121 × 98 cm, Londres, Dulwich Picture Gallery[43].
- La Charité de saint Thomas de Villeneuve, 1665-1670, 150 × 152 cm, Londres, Wallace Collection[44].

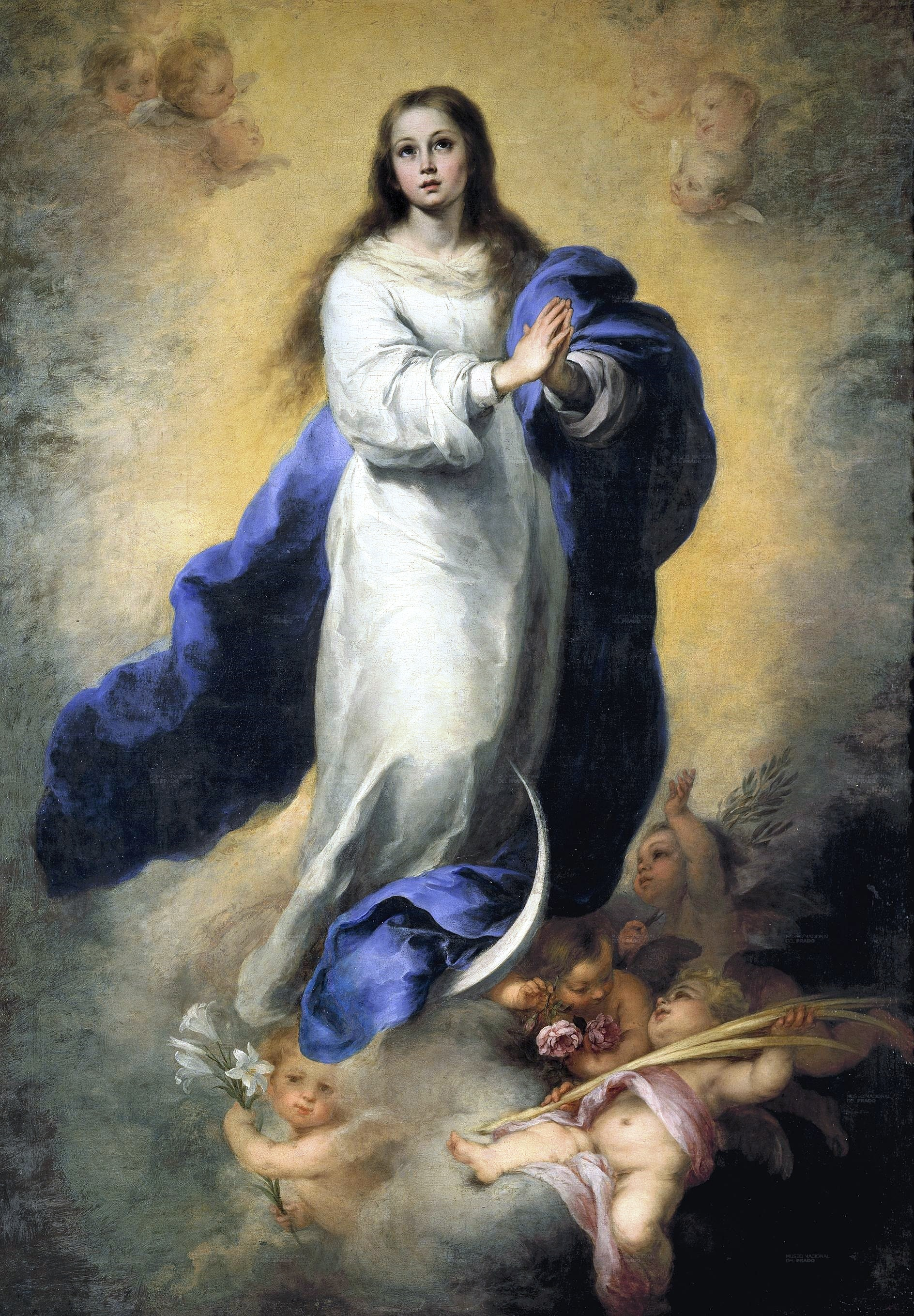
L'Immaculée de l'Escorial (1660-1665), Madrid, musée du Prado.
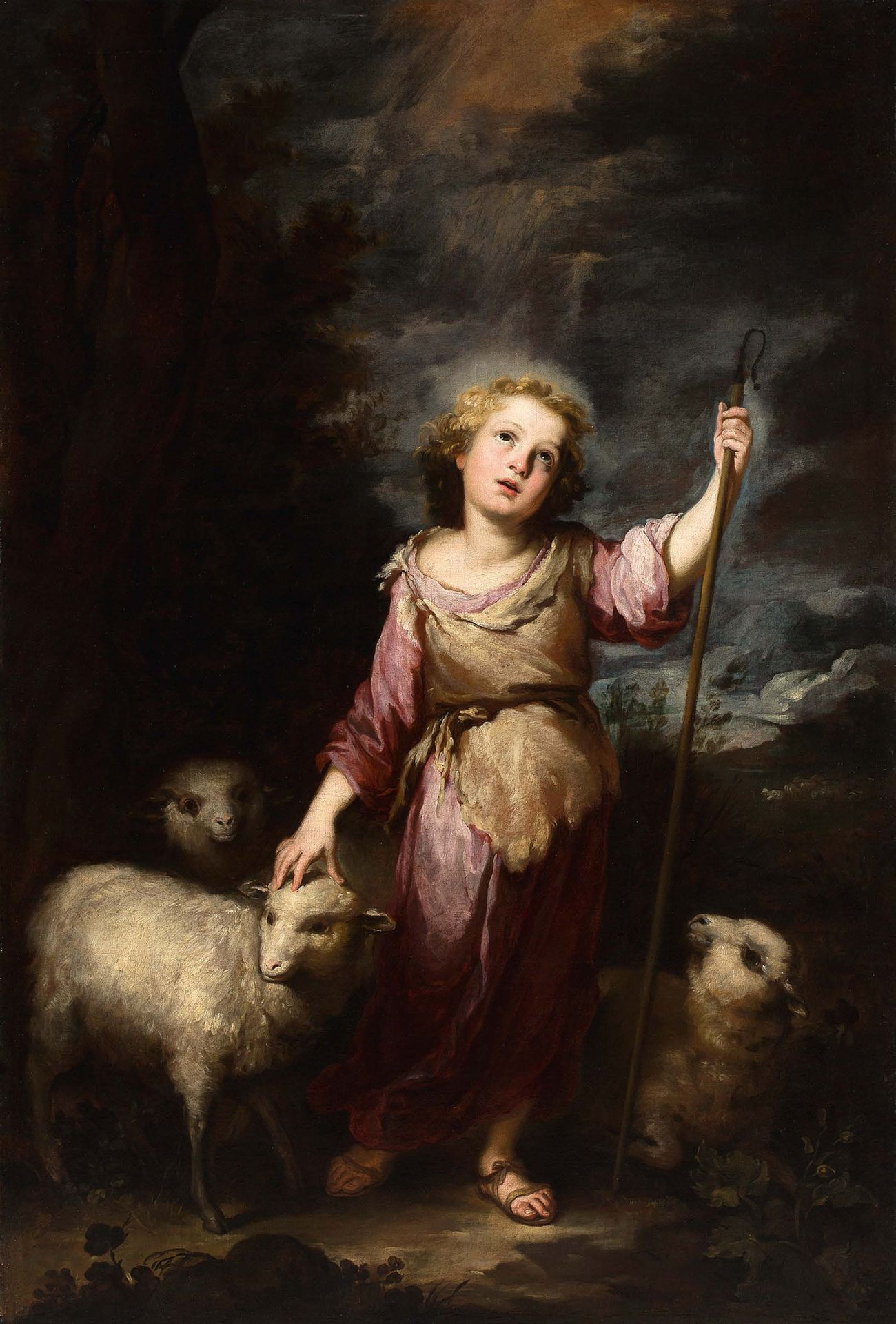
Le Christ Bon Pasteur (1660-1665), collection privée.
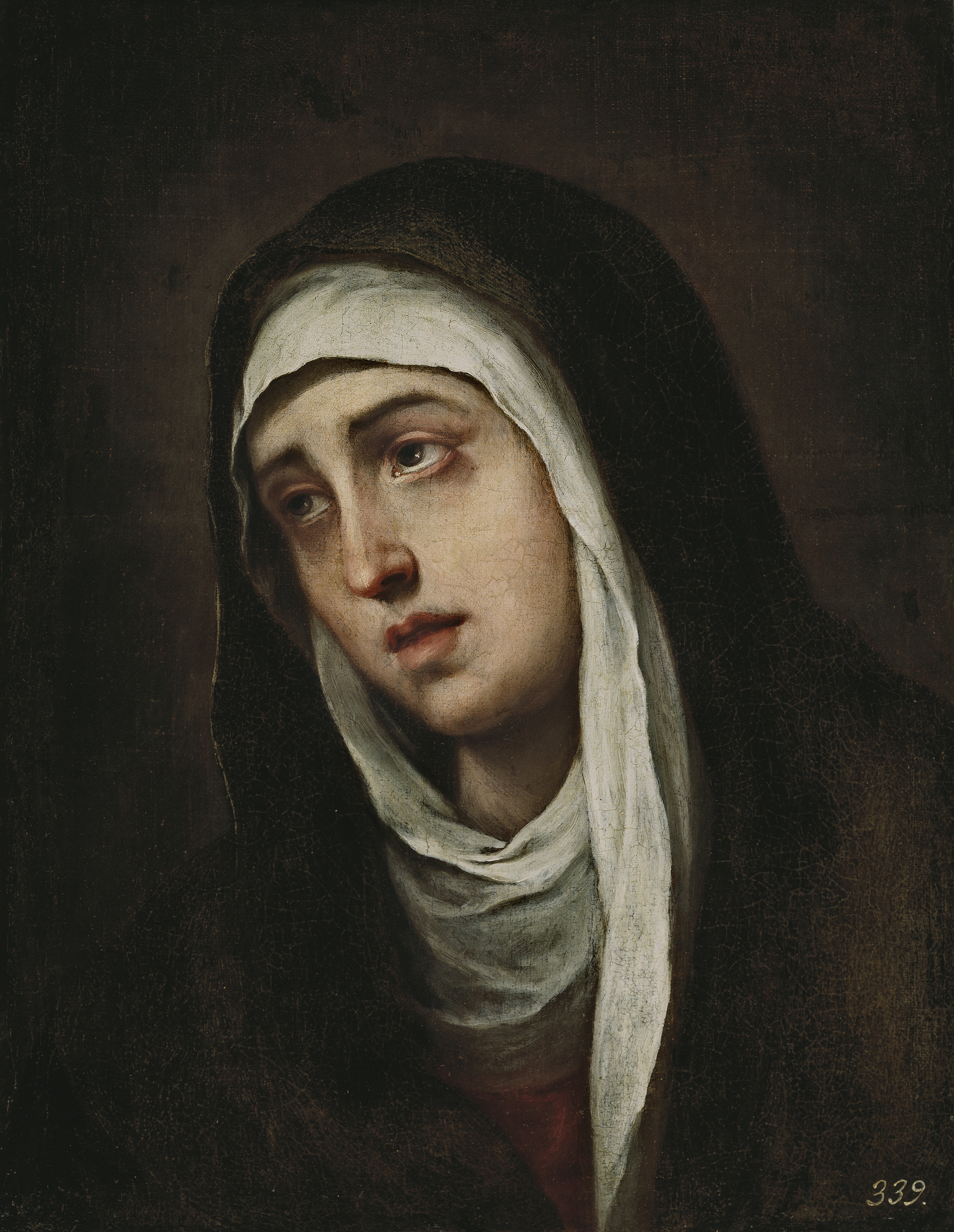
Mater Dolorosa (1660-1670), Madrid, musée du Prado.
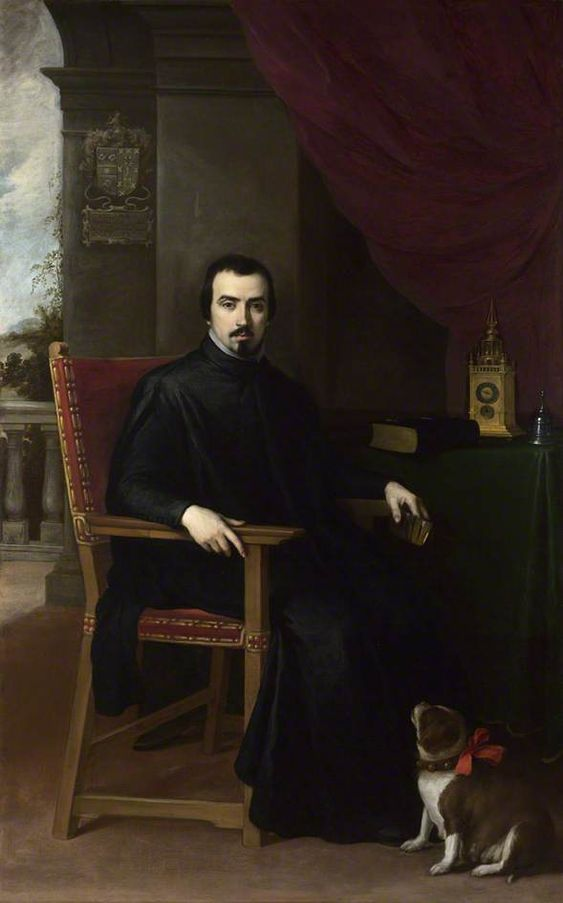
Don Justino de Neve (1665), Londres, National Gallery.
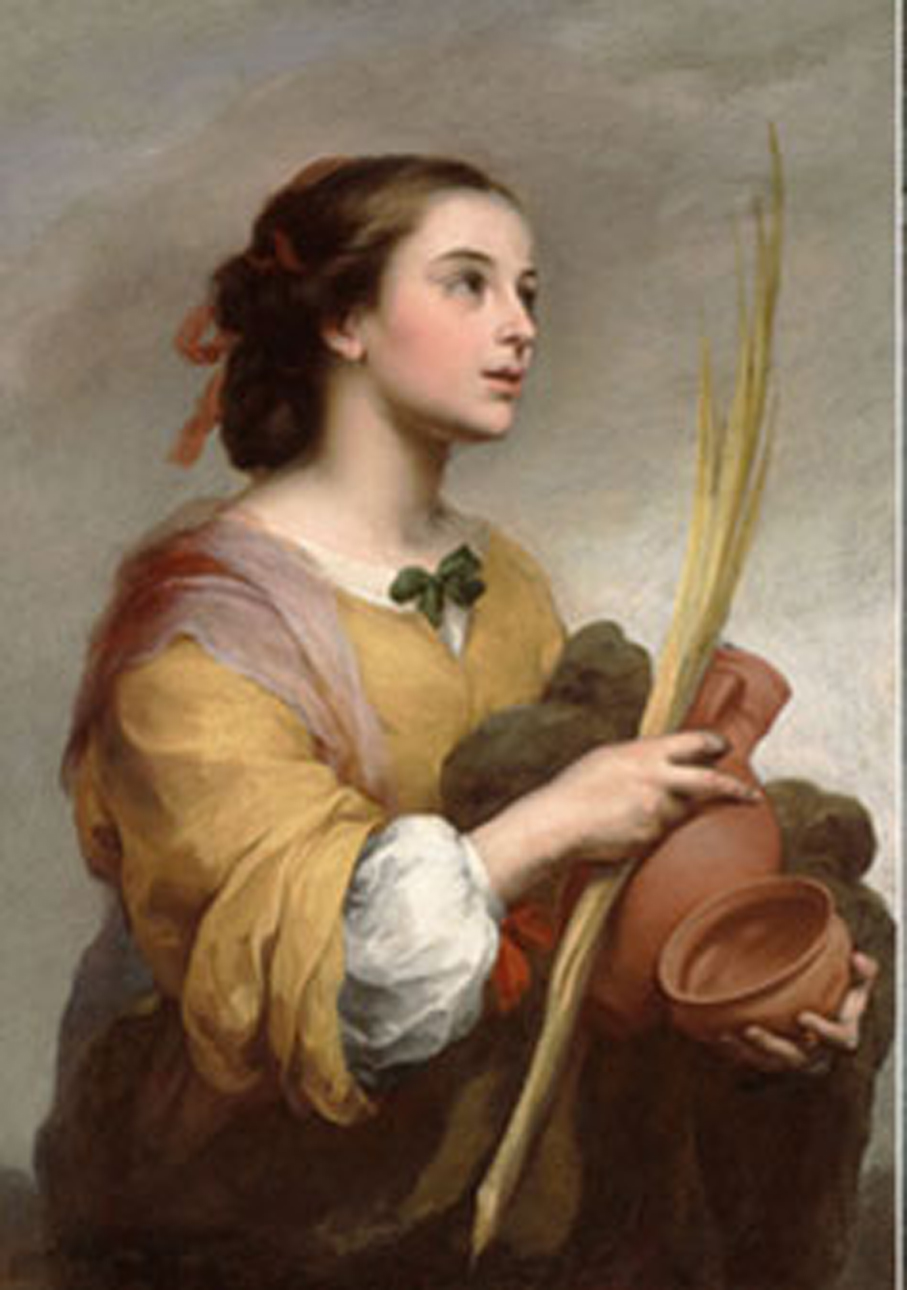
Sainte Juste (vers 1665), Dallas, Meadows Museum.
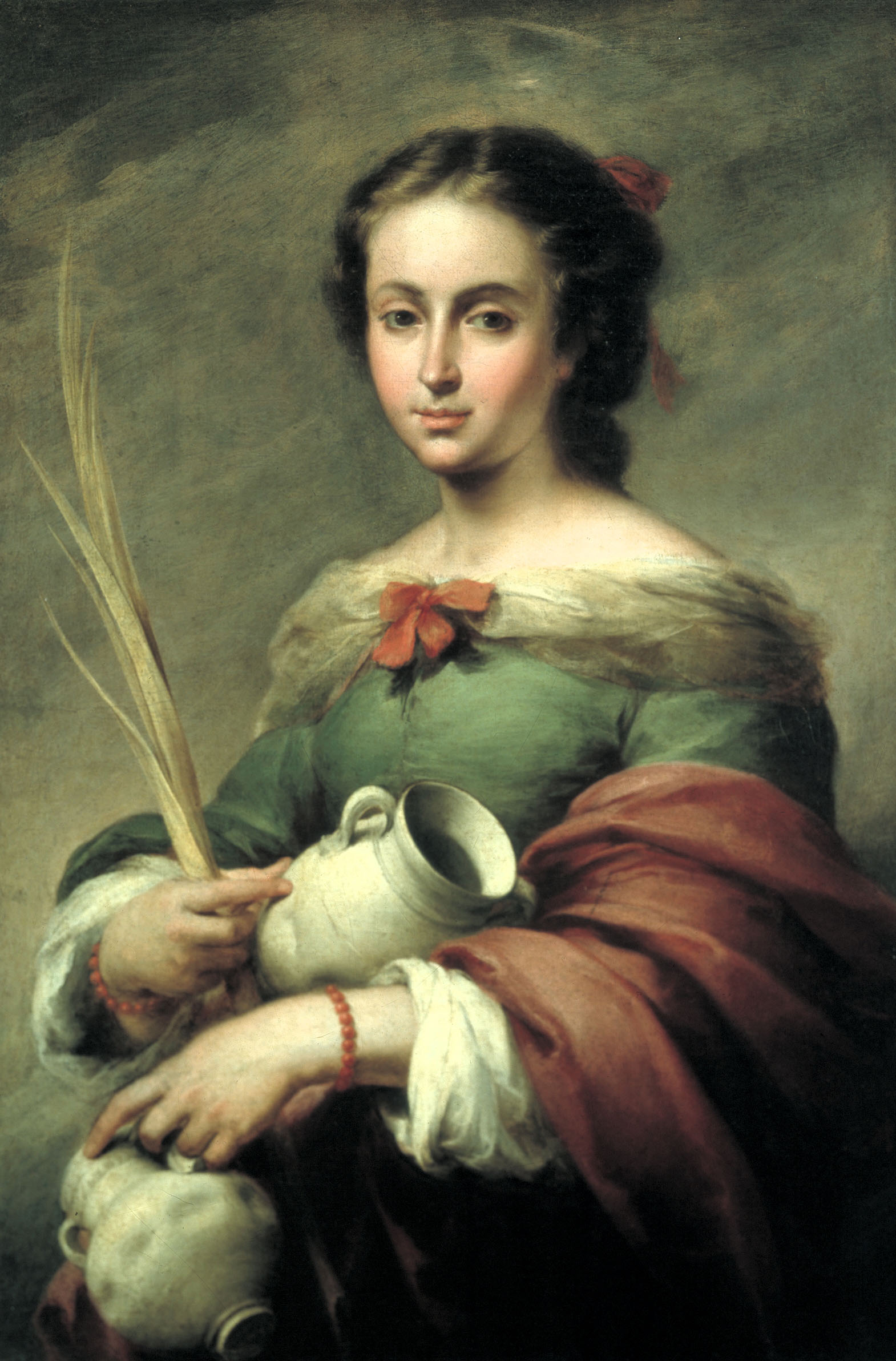
Sainte Rufine (vers 1665), Dallas, Meadows Museum.
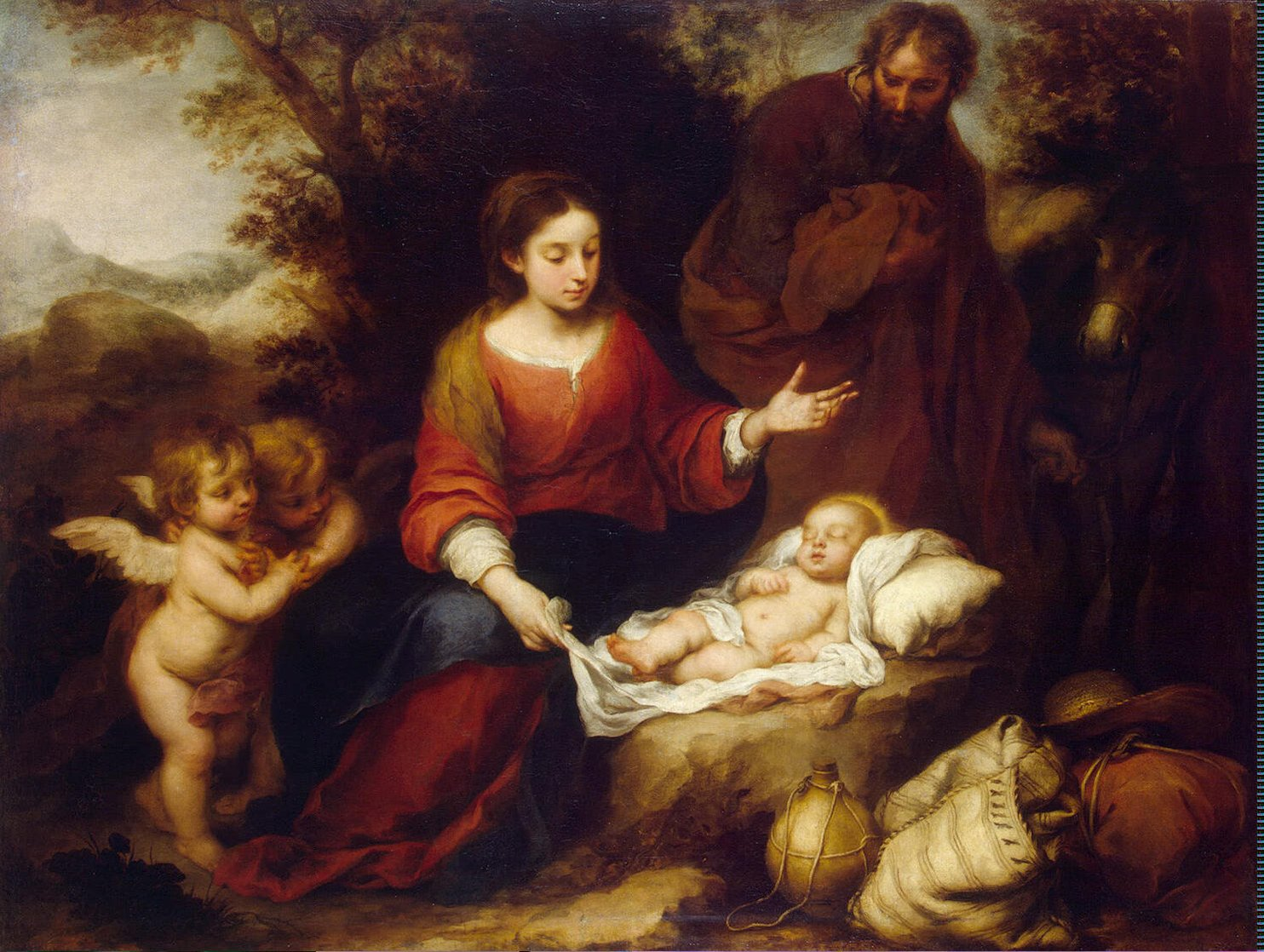
Le Repos pendant la fuite en Égypte (vers 1665), Saint-Pétersbourg, musée de l'Ermitage.
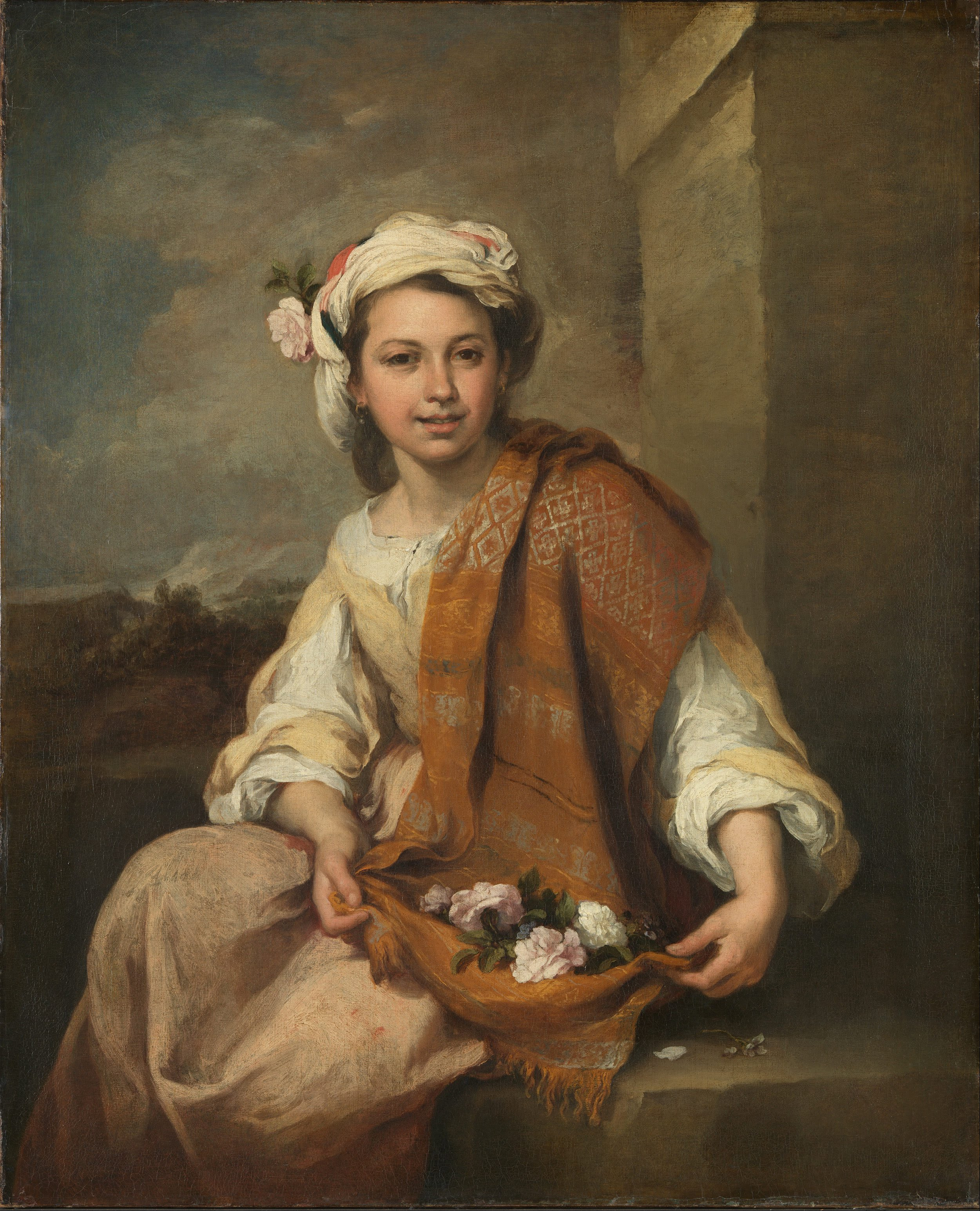
La Fille aux fleurs (1665-1670), Londres, Dulwich Picture Gallery.
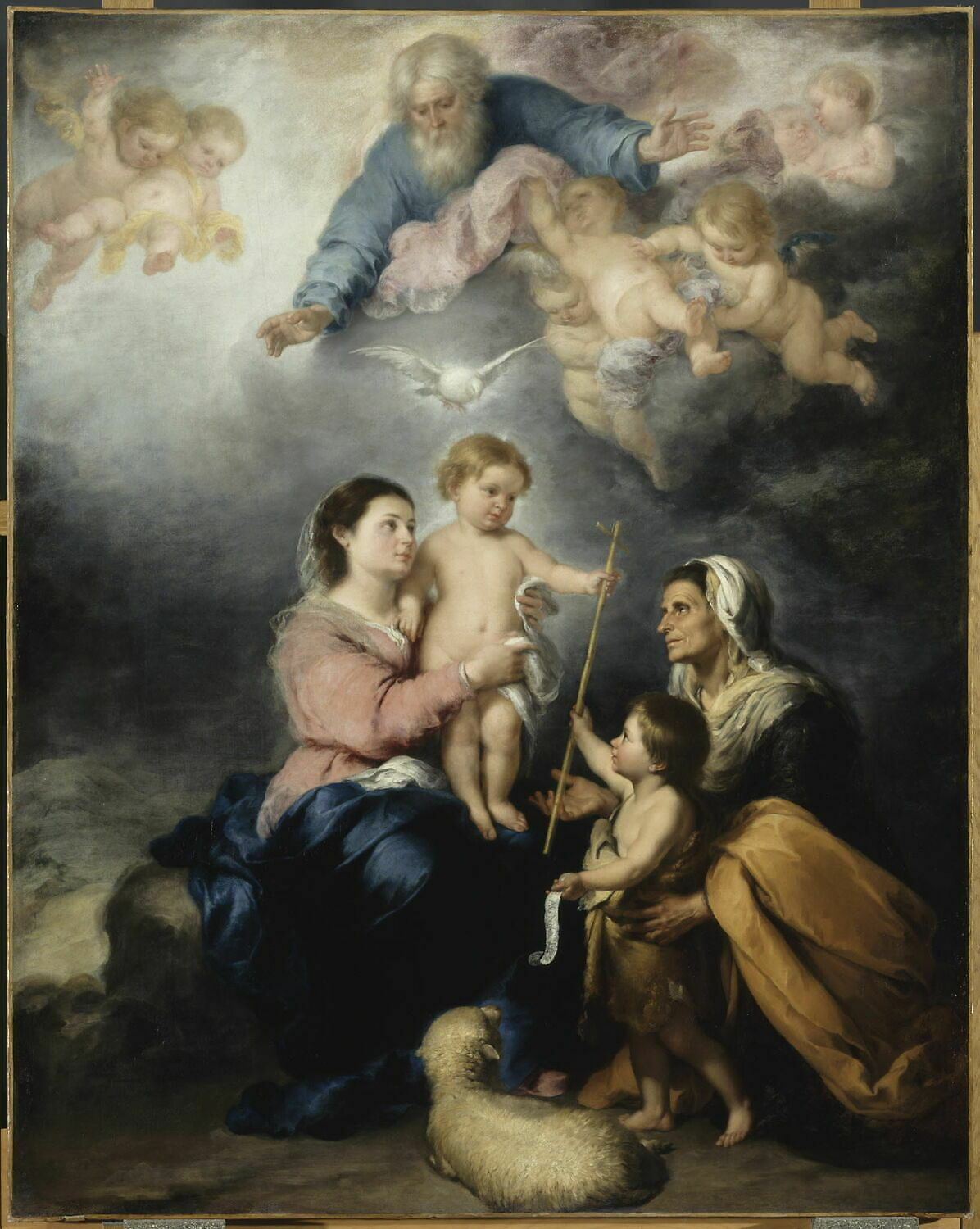
La Sainte Famille (1665-1670), Paris, musée du Louvre.

### Période aérienne

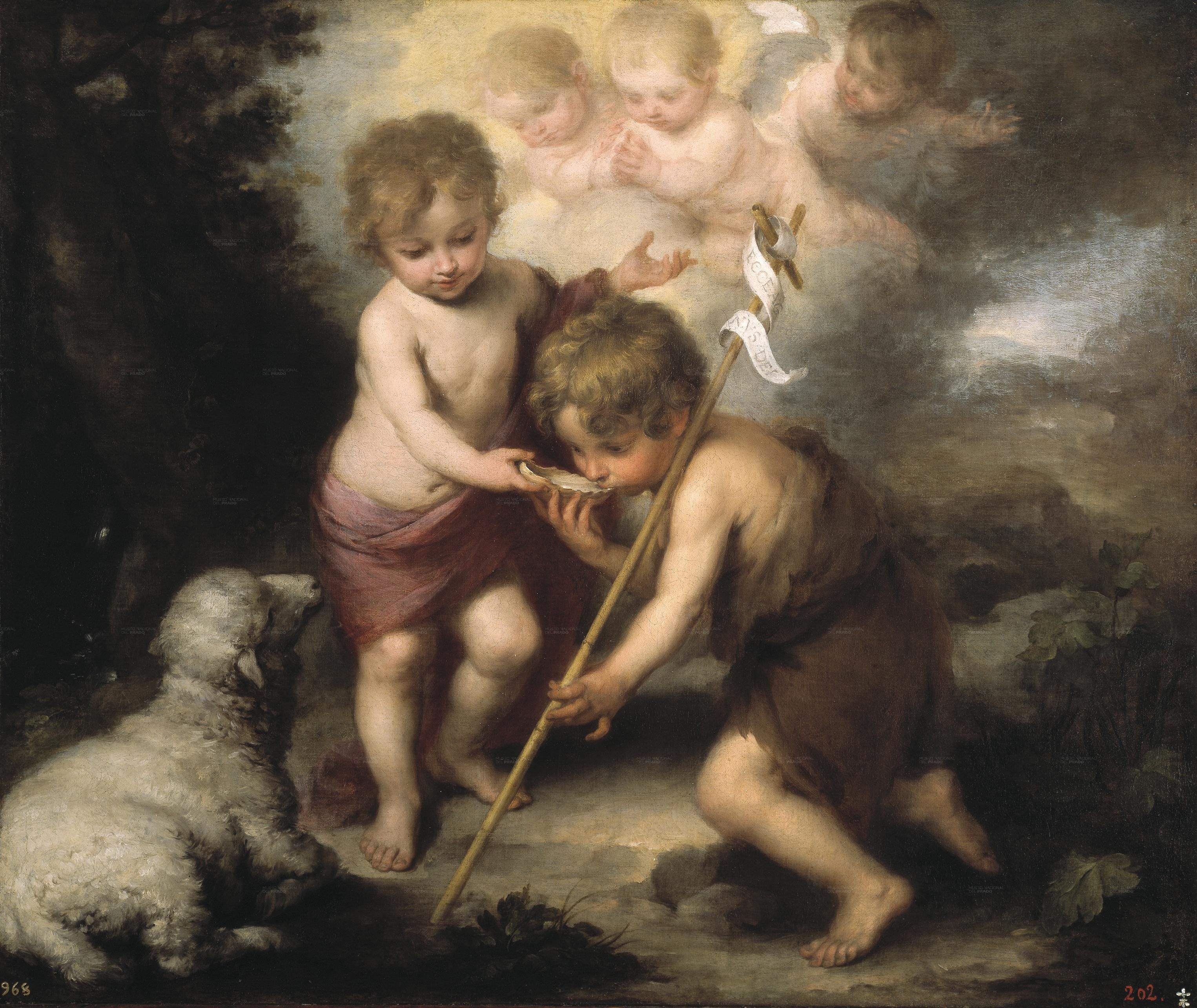
Les Enfants de la coquille (vers 1670), Madrid, musée du Prado.

De 1671 à 1674, Murillo peint plusieurs tableaux pour l'église de la Confraternité de la Charité à Séville. Ces œuvres sont aujourd’hui dispersées entre plusieurs musées, à Saint-Pétersbourg, Londres et Madrid.
- Vierge à l'Enfant avec sainte Rose de Viterbe, vers 1670, huile sur toile, 190 × 147 cm, Madrid, musée Thyssen-Bornemisza[45].
- Autoportrait, vers 1670, huile sur toile, 122 × 107 cm, Londres, National Gallery[46].
- Le Mariage de la Vierge, vers 1670, huile sur toile, 106 × 90 cm, Londres, Wallace Collection[47].
- Les Enfants de la coquille, vers 1670, huile sur toile, 104 × 124 cm, Madrid, musée du Prado[48].
- La Sainte Famille avec Jean-Baptiste enfant, vers 1670, huile sur toile, 169 × 130 cm, Londres, Wallace Collection[49].
- Trois enfants, vers 1670, huile sur toile, Cambridge, Fitzwilliam Museum[50].
- La Vierge et l'Enfant, 1670-1672, huile sur toile, 166 × 109 cm, New York, Metropolitan Museum of Art[51].
- Enfants mangeant un gâteau, 1670-1675, Munich, Alte Pinakothek.
- Vendeurs de fruits, 1670-1675, huile sur toile, 149 × 113 cm, Munich, Alte Pinakothek[52].
- Les Noces de Cana, vers 1672, huile sur toile, 179 × 235 cm, Birmingham, Barber Institute of Fine Arts[53].
- Petit paysan au balcon, vers 1675, huile sur toile, 52 × 38 cm, Londres, National Gallery[54].
- Trois enfants jouant aux dés, 1675, Munich, Alte Pinakothek.
- Les Trinités célestes et terrestres ('Le Pedroso Murillo'), 1675-1682, huile sur toile, 293 × 307 cm, Londres, National Gallery[55].
- Le Martyre de saint André, 1675-1682, huile sur toile, 123 × 162 cm, Madrid, musée du Prado[56].
- L’Immaculée Conception des Vénérables, 1678, huile sur toile, 274 × 190 cm, Madrid, musée du Prado[57].

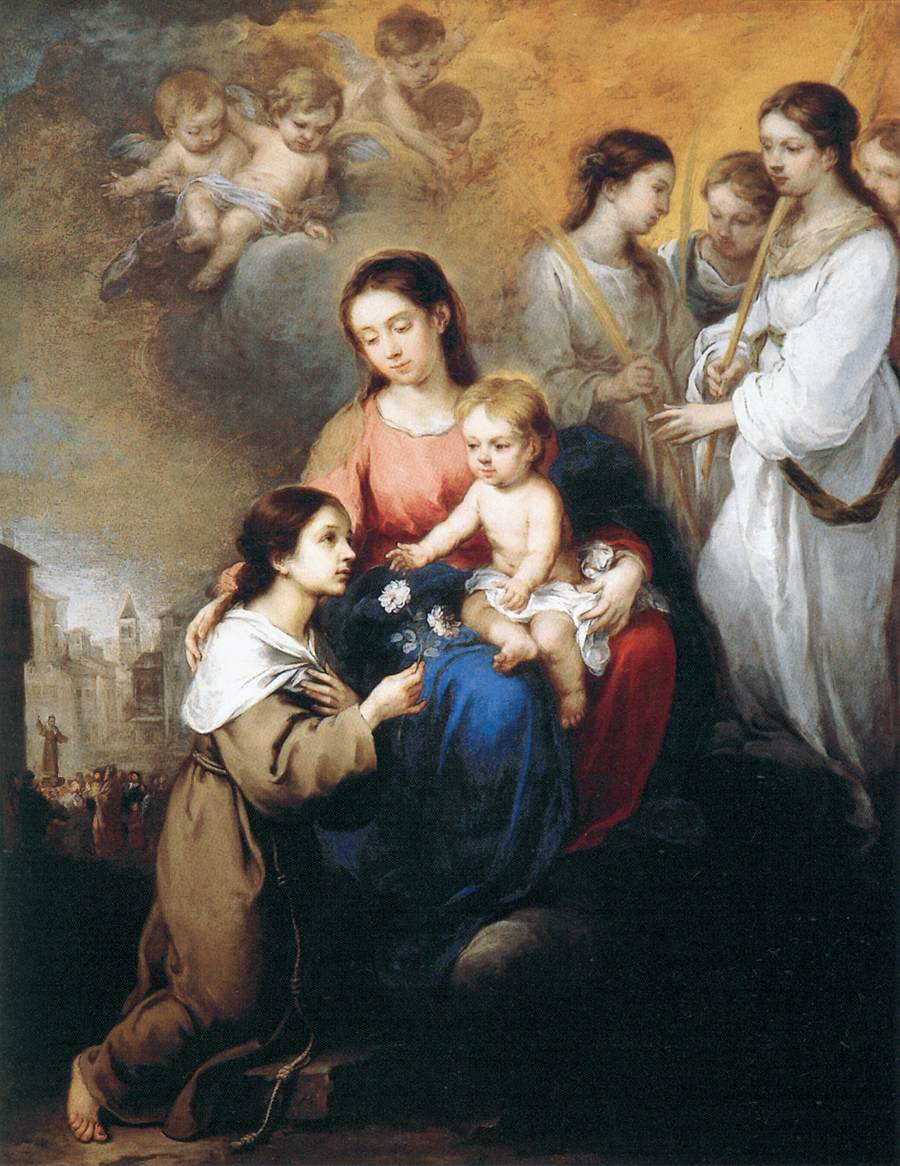
Madone avec sainte Rose de Viterbe (vers 1670), Madrid, musée Thyssen-Bornemisza.
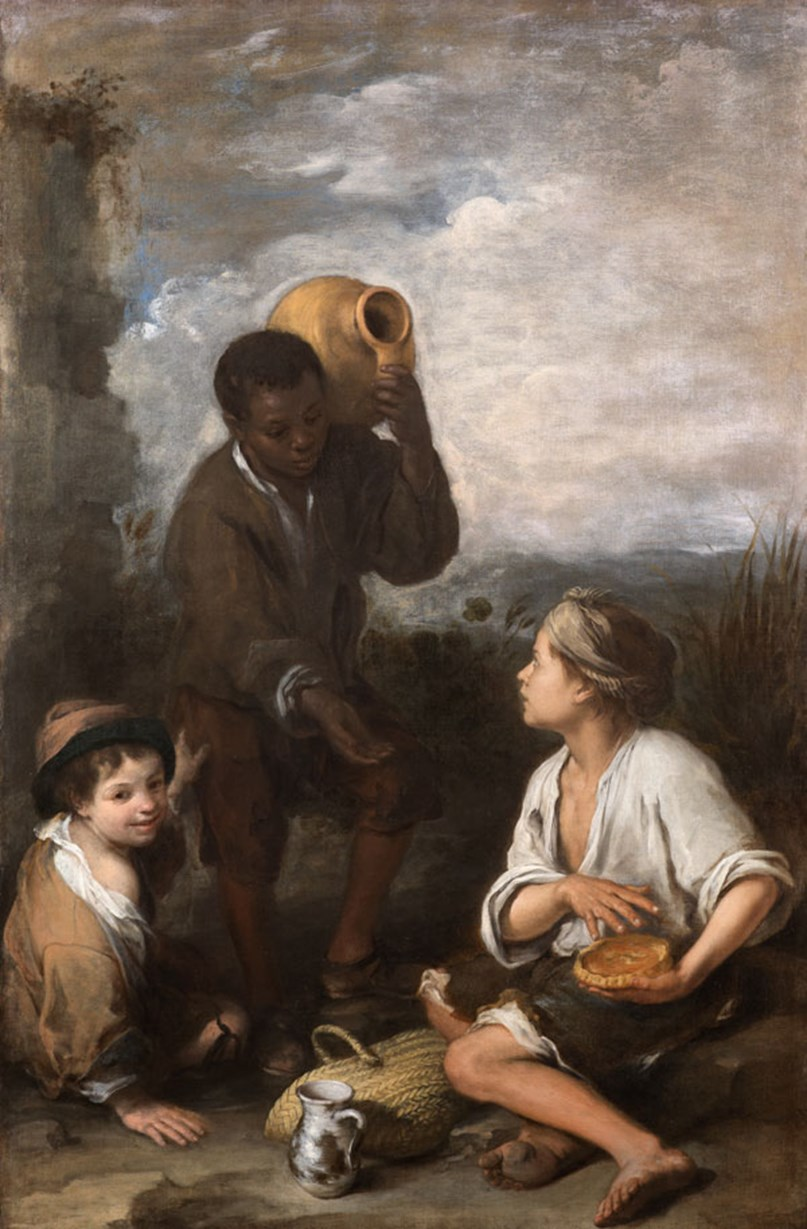
Trois enfants (vers 1670), Cambridge, Fitzwilliam Museum.
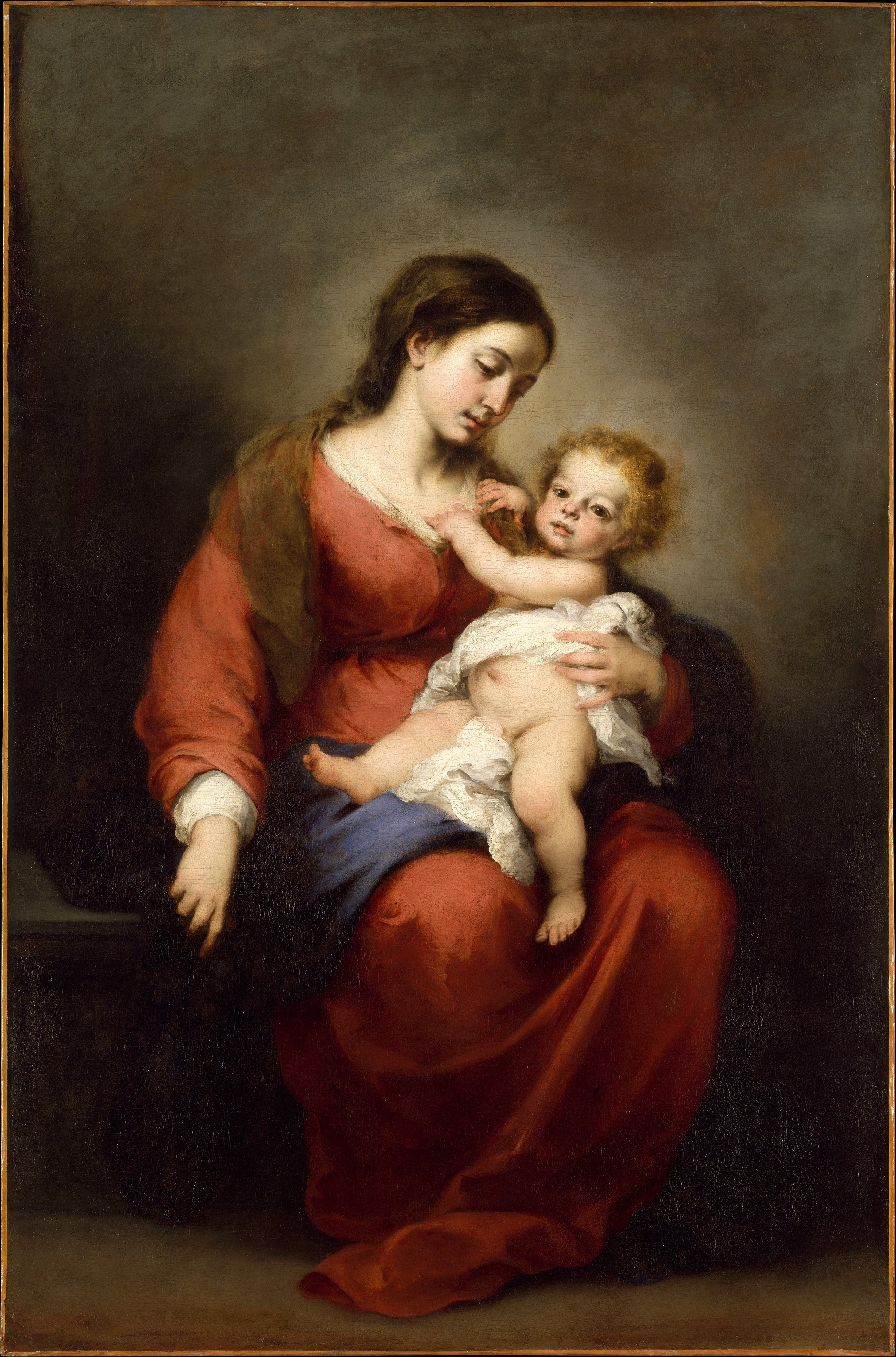
La Vierge et l'Enfant (1670-1672), New York, Metropolitan Museum of Art.
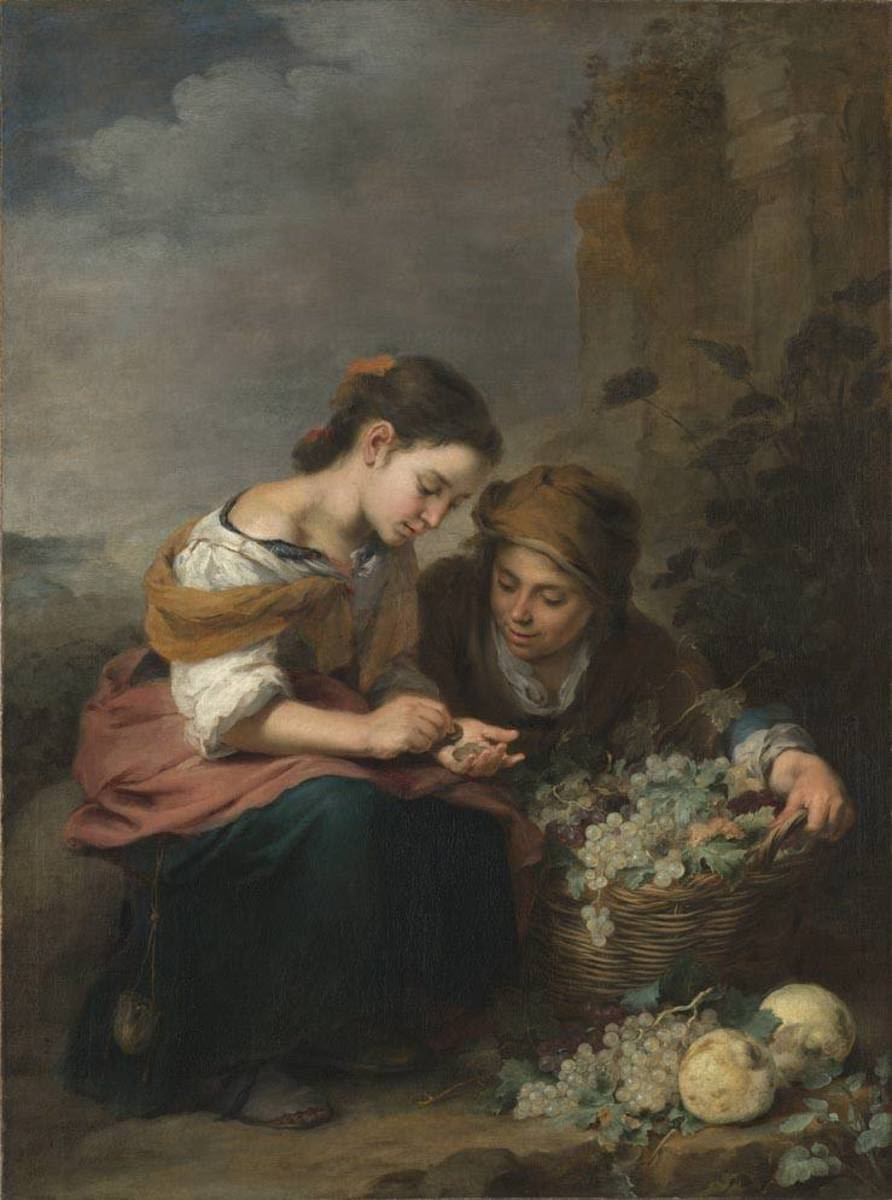
Vendeurs de fruits (1670-1675), Munich, Alte Pinakothek.
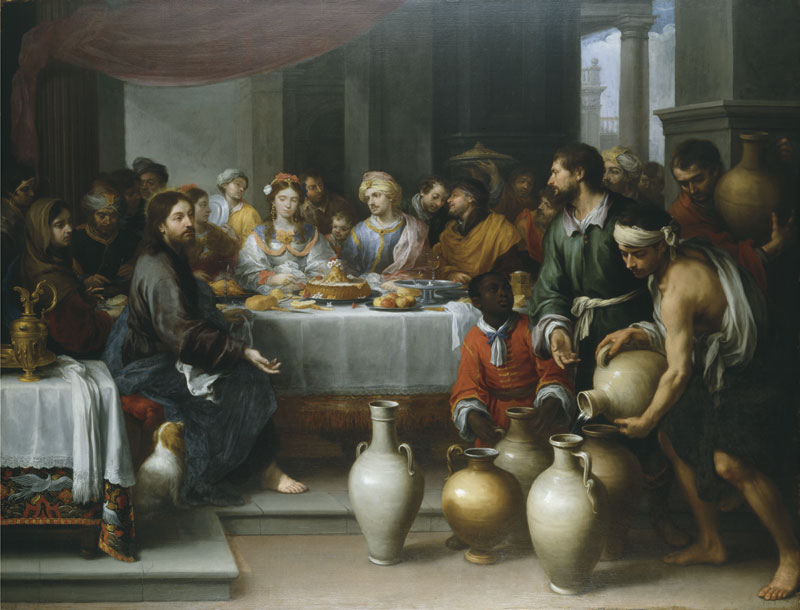
Les Noces de Cana (vers 1672), Birmingham, Barber Institute of Fine Arts.
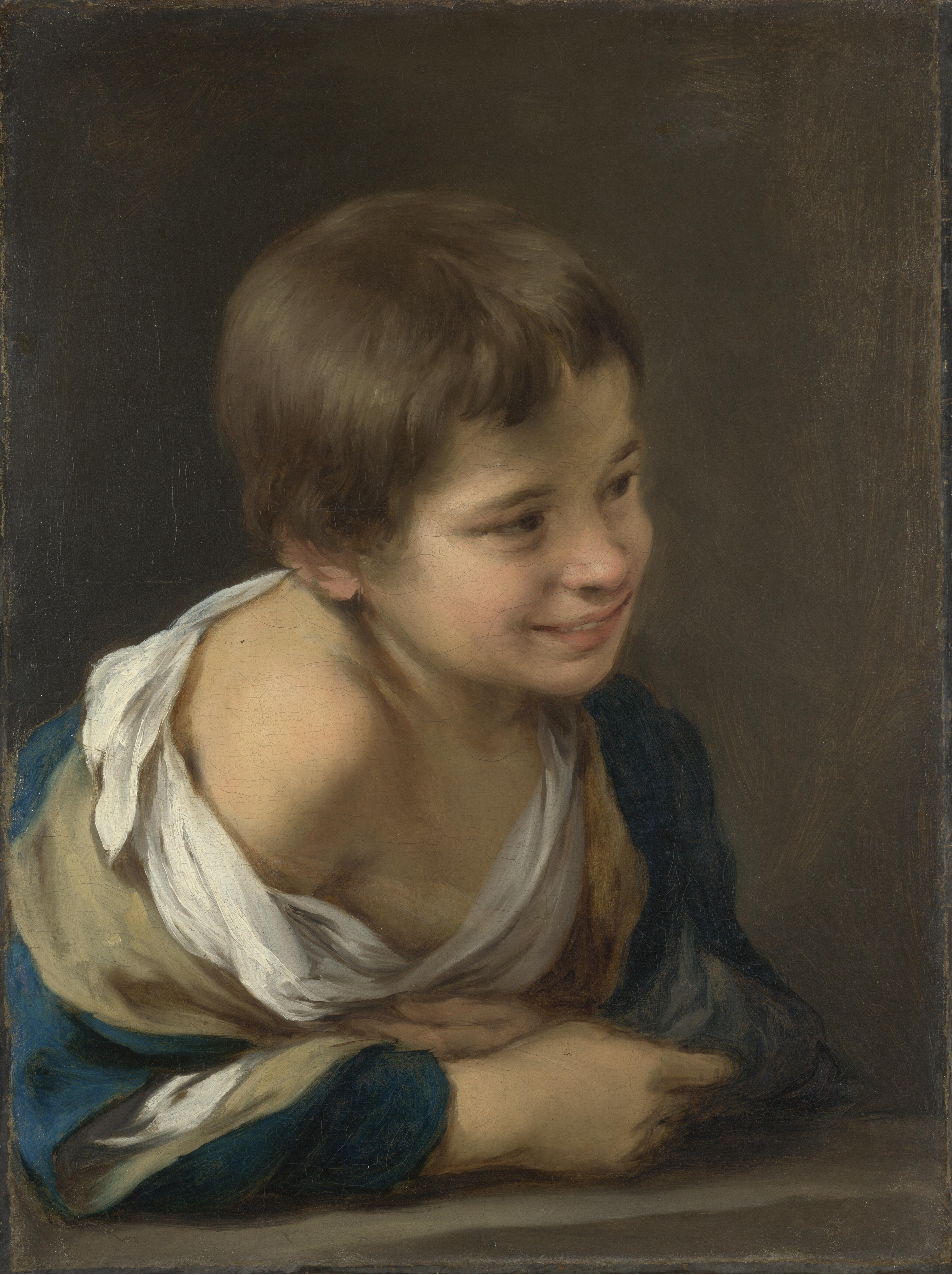
Petit paysan au balcon (vers 1675), Londres, National Gallery.
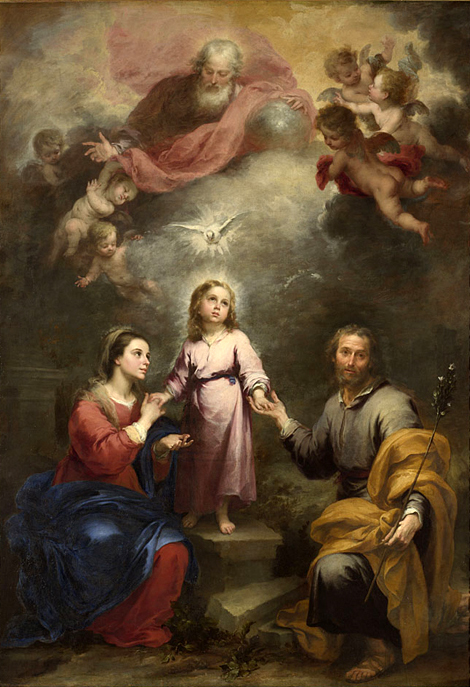
Les Deux Trinités (1675-1682), Londres, National Gallery.
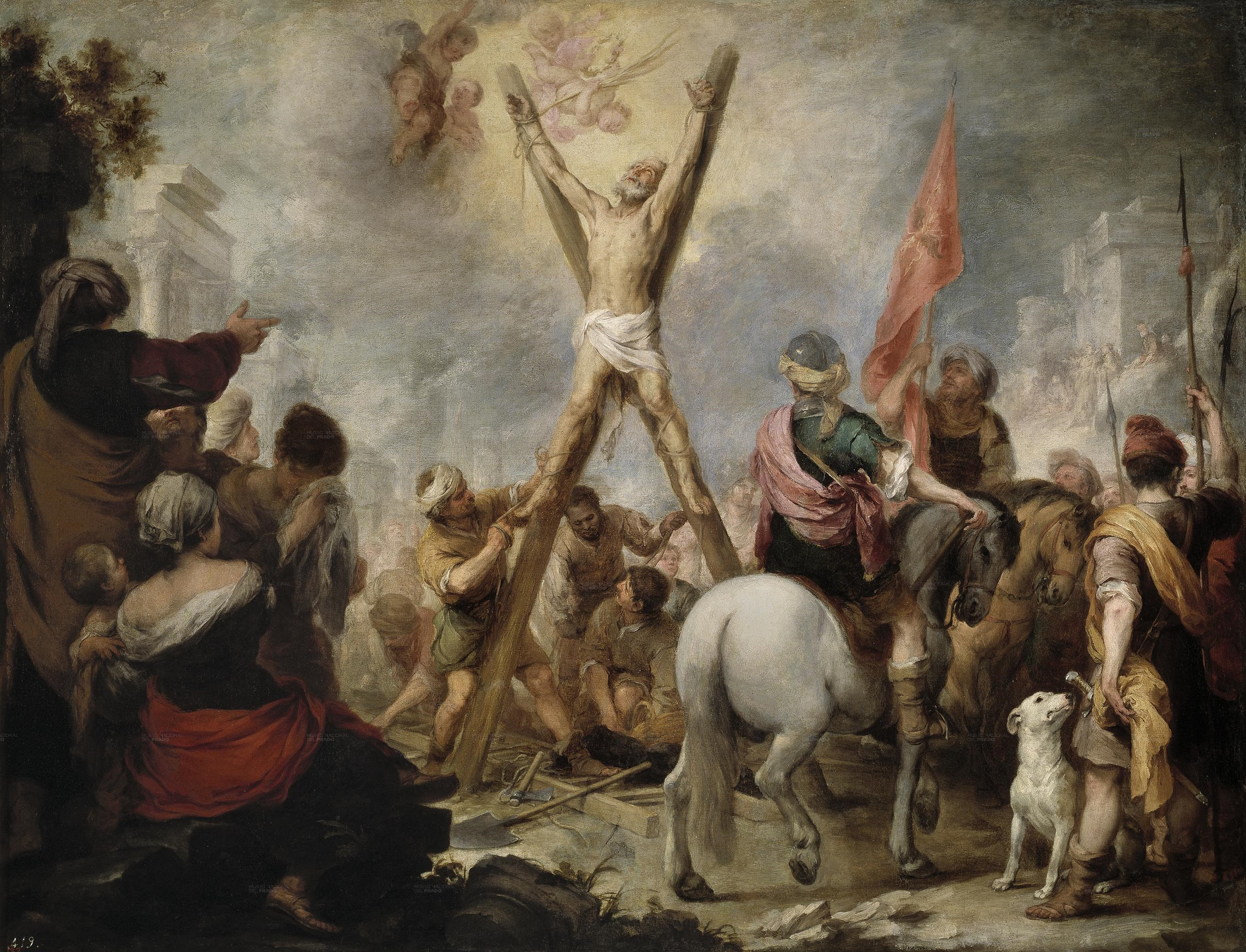
Le Martyre de saint André (1675-1682), Madrid, musée du Prado.
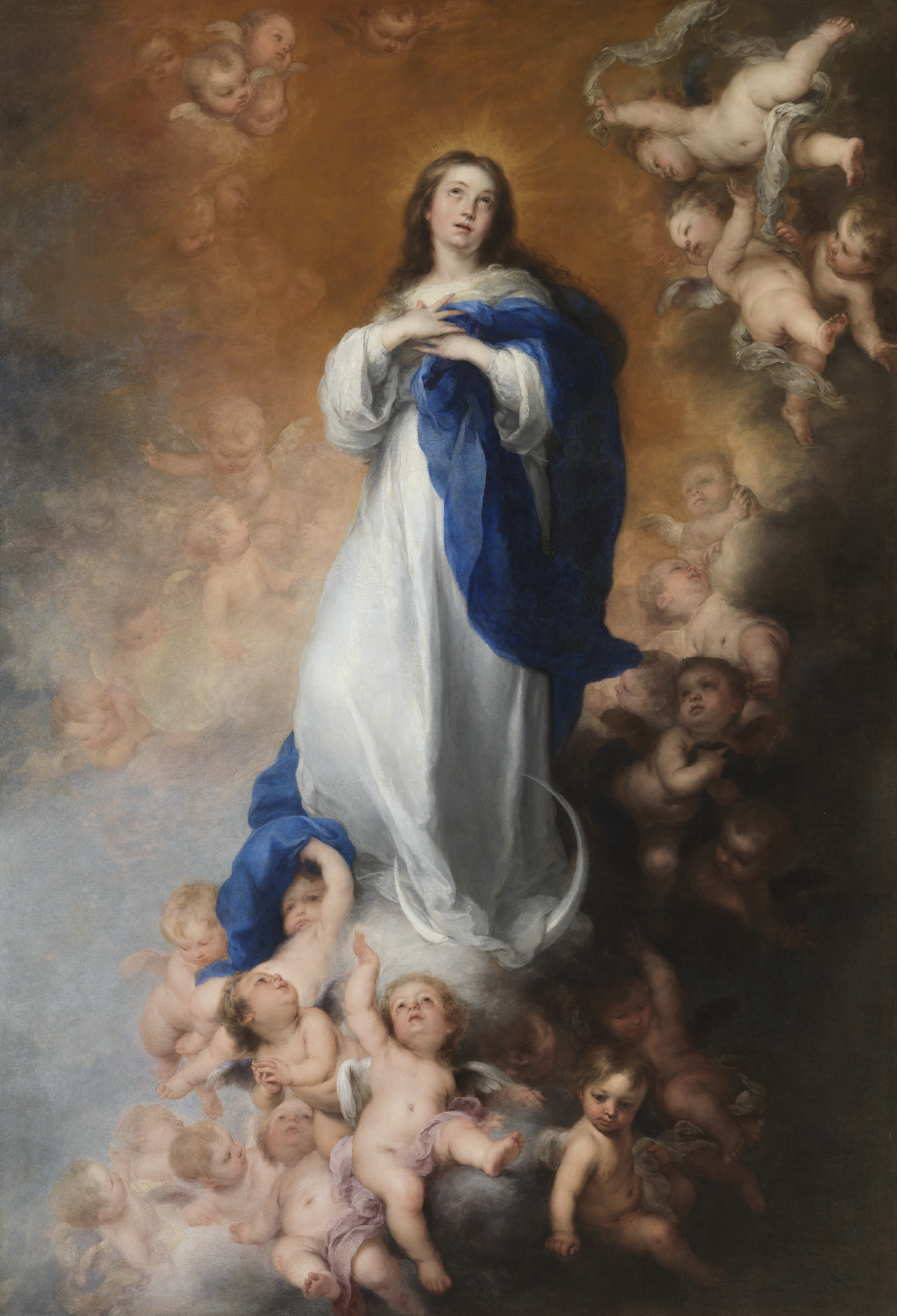
L’Immaculée Conception des Vénérables (1678), Madrid, musée du Prado.
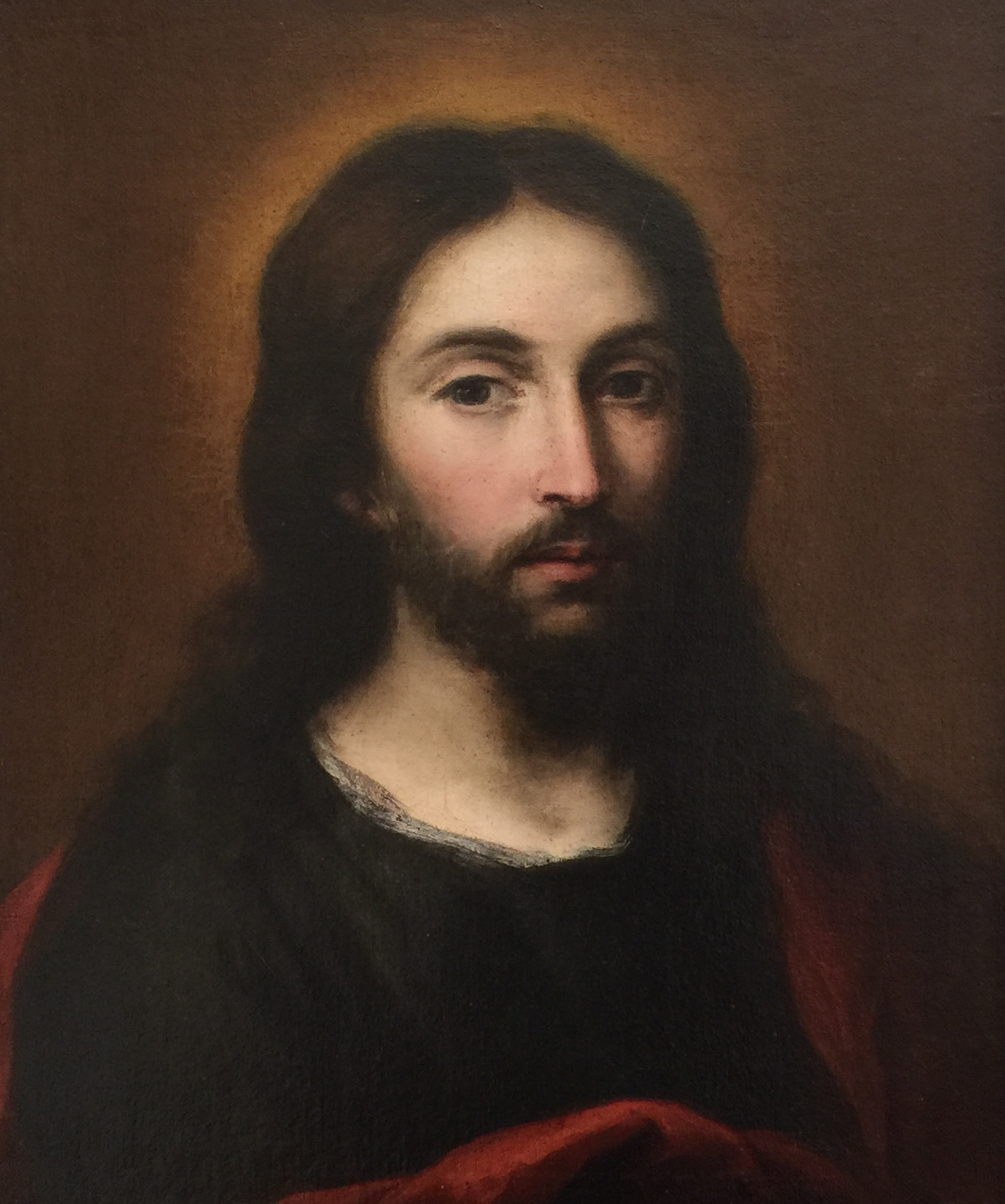
Le Sauveur, musée des Beaux-Arts de Valence.

### Dates non documentées
- Ecce Homo, musée des Beaux-Arts de Cadix.
- La Fuite en Égypte, Gênes, Palazzo Bianco[58].
- La Solitude du jeune mendiant[réf. nécessaire].
- Saint Joseph et l'Enfant Jésus, Chantilly, musée Condé.
- Le Christ à la colonne avec saint Pierre, Paris, musée du Louvre.
- Le Christ au Jardin des Oliviers, Paris, musée du Louvre.
- L'Immaculée Conception, musée des Beaux-Arts de Séville[59].
- Le joueur de flûte (attribué à), toile, 93 × 75 cm, collection Courtois, Chartres, musée des Beaux-Arts[60].

### Murillo dans la littérature
Dans Vingt mille lieues sous les mers de Jules Verne, le Nautilus est décoré de peintures : « Les diverses écoles des maîtres anciens étaient représentées par une madone de Raphaël, une vierge de Léonard de Vinci, une nymphe du Corrège, une femme du Titien, une adoration de Véronèse, une assomption de Murillo, un portrait d’Holbein, un moine de Vélasquez, un martyr de Ribeira, une kermesse de Rubens, deux paysages flamands de Téniers, trois petits tableaux de genre de Gérard Dow, de Metsu, de Paul Potter, deux toiles de Géricault et de Prud'hon, quelques marines de Backuysen et de Vernet. » (chapitre XI)

#### Bases de données et dictionnaires
- Ressources relatives aux beaux-arts :   - AGORHA
  - Art Institute of Chicago
  - Art UK
  - Auckland Art Gallery
  - Bénézit
  - British Museum
  - Collection de peintures de l'État de Bavière
  - ECARTICO
  - Grove Art Online
  - J. Paul Getty Museum
  - Kunstindeks Danmark
  - Musée d'art Nelson-Atkins
  - Musée des beaux-arts du Canada
  - Musée du Prado
  - Musée national du Victoria
  - Musée Städel
  - Musée Thyssen-Bornemisza
  - MutualArt
  - National Gallery of Art
  - National Portrait Gallery
  - Nationalmuseum
  - RKDartists
  - Royal Academy of Arts
  - Sandrart.net
  - Te Papa Tongarewa
  - Union List of Artist Names
- Ressources relatives à la musique :   - Discogs
  - MusicBrainz
  - Rate Your Music
- Ressource relative à la littérature :   - Internet Speculative Fiction Database
- Ressource relative à la recherche :   - Isidore
- Notices dans des dictionnaires ou encyclopédies généralistes :   - Britannica
  - Den Store Danske Encyklopædi
  - Deutsche Biographie
  - Diccionario Biográfico Español
  - Enciclopedia italiana
  - Enciclopédia Itaú Cultural
  - Gran Enciclopèdia Catalana
  - Internetowa encyklopedia PWN
  - Nationalencyklopedin
  - Store norske leksikon
  - Treccani
  - Universalis
  - Visuotinė lietuvių enciklopedija
- Notices d'autorité :   - VIAF
  - ISNI
  - BnF (données)
  - IdRef
  - LCCN
  - GND
  - Italie
  - Japon
  - CiNii
  - Espagne
  - Belgique
  - Pays-Bas
  - Pologne
  - Israël
  - NUKAT
  - Catalogne
  - Vatican
  - Australie